# Achelousaurus horneri
Ахелозавр (Achelousaurus horneri) ― рід цератопсидових динозаврів, які жили в пізній крейдяний період, у Північній Америці близько 74,2 млн років тому. Перші скам'янілі рештки ахелозавра були знайдені в Монтані (США) в 1987 році командою під керівництвом Джека Хорнера, пізніші ― в 1989 році. У 1994 році Achelousaurus horneri був описаний і названий Скотом Семпсоном. Рід відомий за кількома знайденими зразками, що складаються переважно з частин черепа особин різного віку.
Великий центрозавр, ахелозавр, імовірно, мав близько 6 метрів довжини та близько 3 тон ваги. Він ходив на четвереньках, мав короткий хвіст і велику голову з гачкуватим дзьобом. На задній частині черепа він мав кістяну оборку на шиї з парою довгих шипів, які вигнуті назовні. Дорослі ахелозаври мали грубі нарости над очима та на морді, де інші центрозаври часто мали роги в такому ж положенні. Нарости були вкриті товстим шаром кератину, але їхня точна форма за життя невідома. Деякі дослідники припускають, що нарости використовували в боях, коли тварини билися головами, а також для демонстрації.
У межах роду цератопсів Achelousaurus належить до клади Centrosaurinae (або «товстомордих»). Було припущено, що це був прямий нащадок подібного роду Einiosaurus (який мав шипи, але не мав наростів) і прямий предок пахирінозавра (який мав більші нарости). Перші два роди були перехідними формами, які еволюціонували шляхом анагенезу від стиракозавра. Були дебати щодо цієї теорії, пізніше встановили, що Achelousaurus тісно пов'язаний з пахирінозавром у групі Centrosaurinae. Ахелозавр був поширений на північному заході Монтани та жив на острівному континенті Ларамідія. Оскільки це цератопс, ахелозавр був травоїдною твариною і, здається, мав високий рівень метаболізму, хоча й нижчий, ніж у сучасних ссавців і птахів.

## Історія відкриття

### Експедиції Хорнера до Зсуву Батта

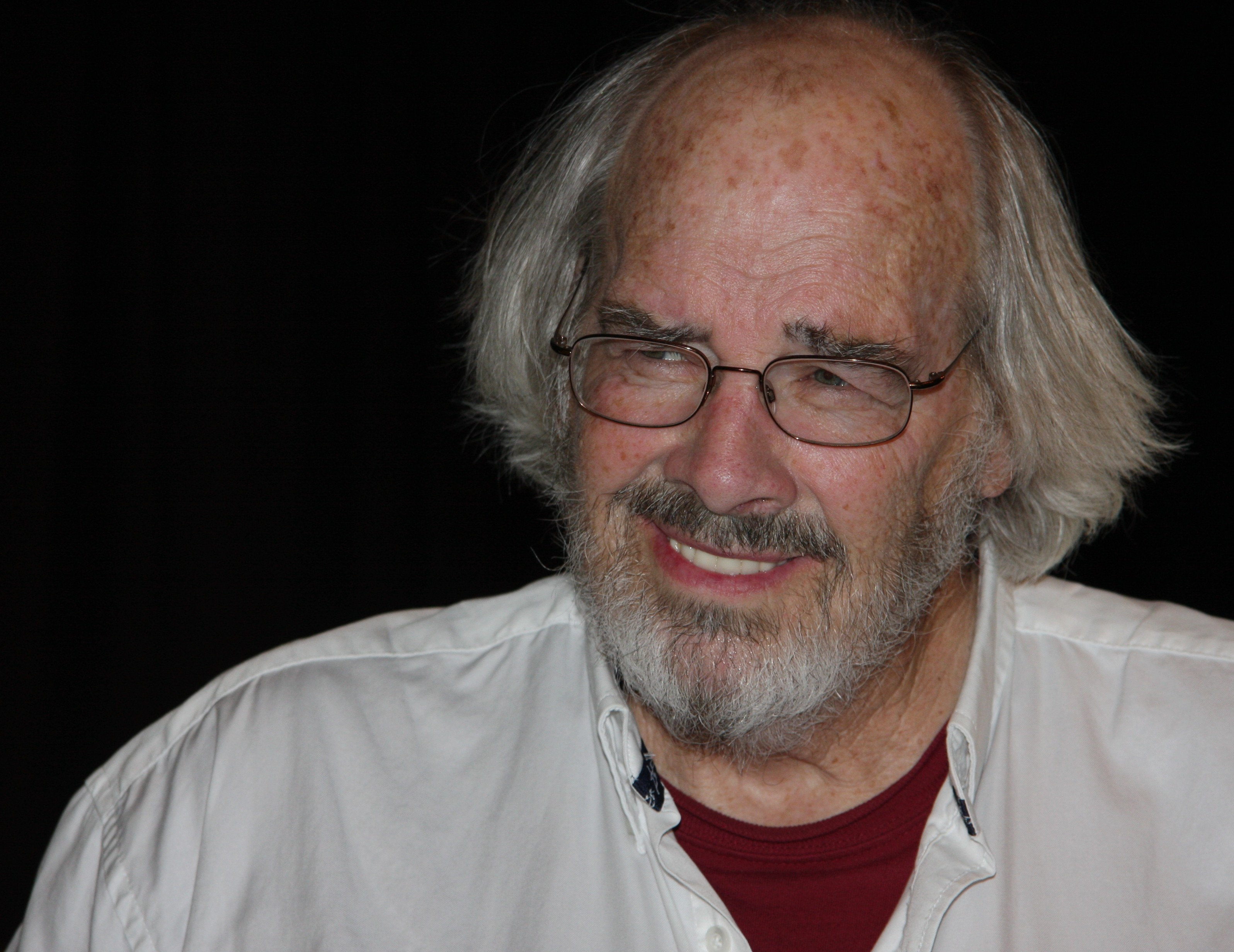
Джек Хорнер очолював групу, яка виявила ахелозавра. A. horneri був названий на його честь

Усі відомі екземпляри Achelousaurus були знайдені у геологічному утворенні Ту Медісін в окрузі Глейшер, штат Монтана, США, під час розкопок, проведених Музеєм Скелястих гір, де досі зберігаються зразки. Відкриття сталися завдяки випадковому збігу подій. Навесні 1985 року палеонтолога Джона «Джека» Р. Хорнера повідомили, що йому більше не дозволять проводити дослідження на території Віллоу-Крік, де він протягом шести років вивчав гніздову колонію майазавра. Але він вже ретельно підготувався, тому був змушений шукати альтернативне місце. Хорнера завжди цікавили польові щоденники Чарльза Вітні Гілмора, який повідомляв про знахідки яєць динозаврів у Ландслайд-Батт у 1928 році, але ніколи не публікував їх. У цій місцевості Гілмор найняв Джорджа Фрайера Стернберга для розкопок скелетів рогатих динозаврів брахицератопса і стиракозавра. Того літа Хорнер отримав дозвіл Нації чорноногих на розвідку скам'янілостей на Землі Батт, яка є частиною їхньої резервації; це було перше палеонтологічне дослідження у тій місцевості з 1920-х років. У серпні 1985 року соратник Хорнера Боб Макела виявив на землі фермера Рікі Рейгана скам'янілості, які називалися «Кар'єр хребта динозавра» і містила рештки рогатих динозаврів. 20 червня 1986 року Хорнер і Макела повернулися до індіанської резервації Блекфіт і відновили роботу у Кар'єрі хребта динозавра, який, як виявилося, містив, окрім яєць, більше десятка скелетів рогатого динозавра, пізніше названого ейніозавром. У серпні 1986 року на місці поруч — каньйонному кістковому ложі на землі Глорії Сундквіст, на схід від Мілк — команда Хорнера виявила ще одне кісткове ложе ейніозавра. Серед знахідок був череп рогатого динозавра, екземпляр MOR 492, який пізніше було віднесено до стиракозаврів, з 2010 року офіційна назва Styracosaurus ovatus.
Під час сезону 1987 року (початок липня) волонтер Сідні М. Хостеттер знайшов ще один череп рогатого динозавра поблизу каньйону Кістяне ліжко, зразок MOR 485. До кінця серпня його закріпили та перевезли на самоскиді до Музею Скелястих гір у Бозмені. 23 червня 1988 року в околицях було виявлено ще одне місце — Блектейл Крік Північний. Влітку 1989 року до команди приєднався аспірант Скотт Д. Семпсон, який бажав вивчити функцію оборочних структур у рогатих динозаврів. Наприкінці червня 1989 року Хорнер, його син Джейсон і його головний препаратор Керрі Анселл виявили екземпляр рогатого динозавра MOR 591, череп недорослої особини та частковий посткраніальний скелет, поблизу струмка Блектейл.

### Інтерпретація зібраних скам'янілостей

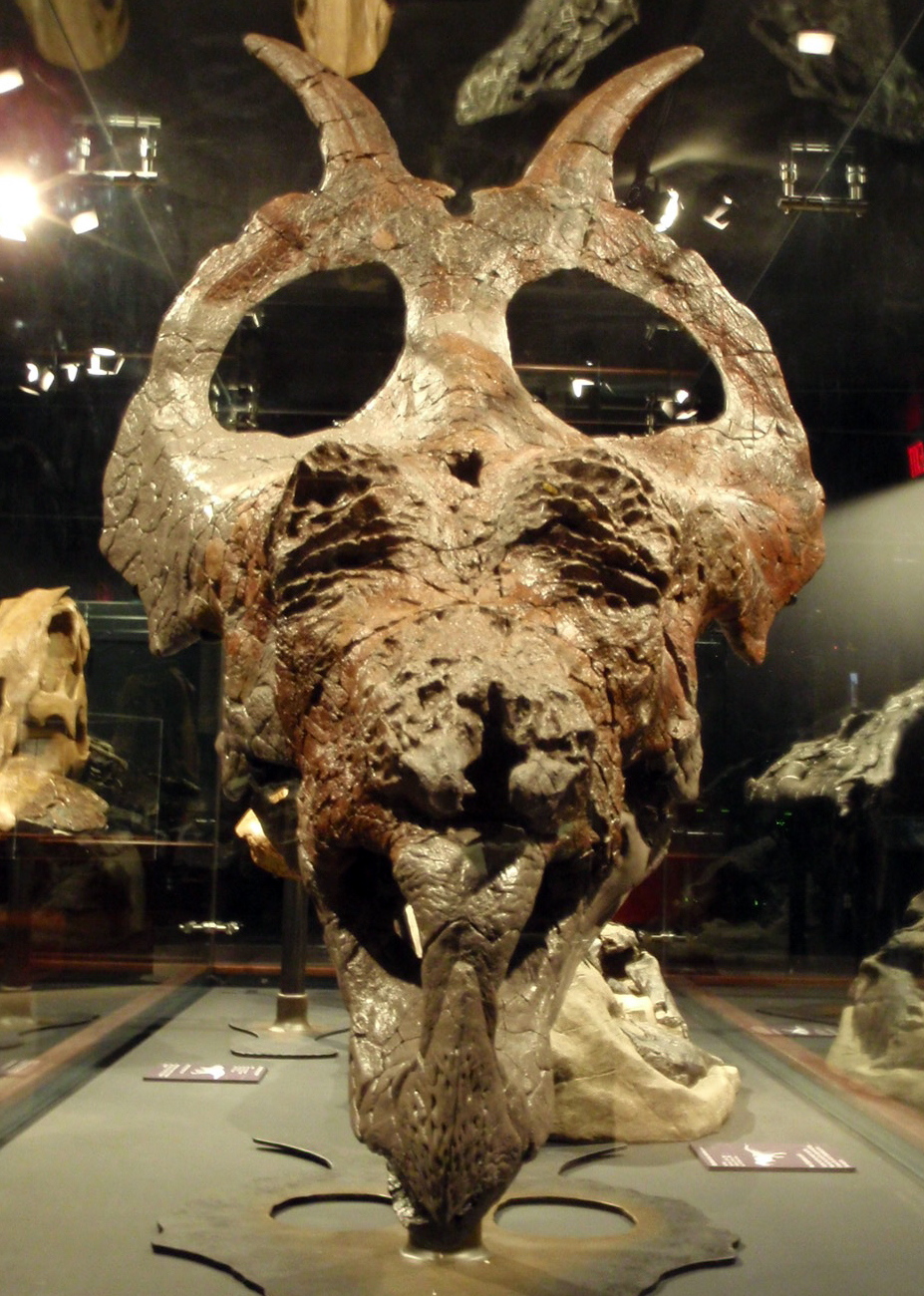
Голотип черепа MOR 485, вид спереду

Спочатку припускали, що весь матеріал рогатих динозаврів, знайдений експедиціями, можна віднести до одного виду «стиракозаврів», відмінного від Styracosaurus albertensis, оскільки скам'янілості представляють обмежений геологічний період часу, який тоді оцінювався в півмільйона років. Раймонд Роберт Роджерс, який вивчав стратиграфію кісткових шарів, назвав його Styracosaurus sp. (невизначений вид) у 1989 р. Styracosaurus ovatus — хоча іноді вважався недійсним nomen dubium — уже був знайдений у цьому районі Г. Ф. Штернбергом і був очевидним кандидатом. Але також була врахована можливість того, що знахідки були нового для науки виду. Цей вид був неофіційно названий «Styracosaurus makeli» на честь Боба Макели, який загинув у дорожньо-транспортній пригоді за кілька днів до виявлення екземпляра MOR 485. У 1990 році це ім'я як недійсне nomen nudum з'явилося в підписі до фотографії в книзі Стівена Черкаса.
Хорнер, фахівець із родини Гадрозаврові, мав меншу прихильність до інших видів динозаврів. У 1987 і 1989 роках спеціаліста з рогатих динозаврів Пітера Додсона запросили дослідити нові знахідки цератопсів. У 1990 році викопний матеріал розглядався Додсоном як підтвердження достовірності окремого Styracosaurus ovatus, який слід відрізняти від Styracosaurus albertensis.
Тим часом Хорнер прийшов до іншого складного погляду на ситуацію. Він все ще вважав, що викопний матеріал був частиною єдиної популяції, але дійшов висновку, що вона розвинулася з часом як хроновид, що еволюціонував у низку наступних таксонів. У 1992 році Хорнер, Девід Варрічкіо та Марк Гудвін опублікували статтю в журналі Nature, засновану на шестирічному польовому дослідженні кладок і динозаврів Монтани. Вони припустили, що експедиції виявили три «перехідні таксони», що охоплюють проміжок між уже відомими Styracosaurus і Pachyrhinosaurus. На той час вони відмовилися називати ці таксони. Найдавніша форма була позначена як «перехідний таксон А», головним чином представлена черепом MOR 492. Потім з'явився «таксон B» — численні скелети з Кар'єру хребта динозавра і Каньйону костяного ліжка. Наймолодшим був «таксон С», представлений черепом MOR 485 і скам'янілістю рогатого динозавра в Блектейл Крік.

### Семпсон називає ахелозавра

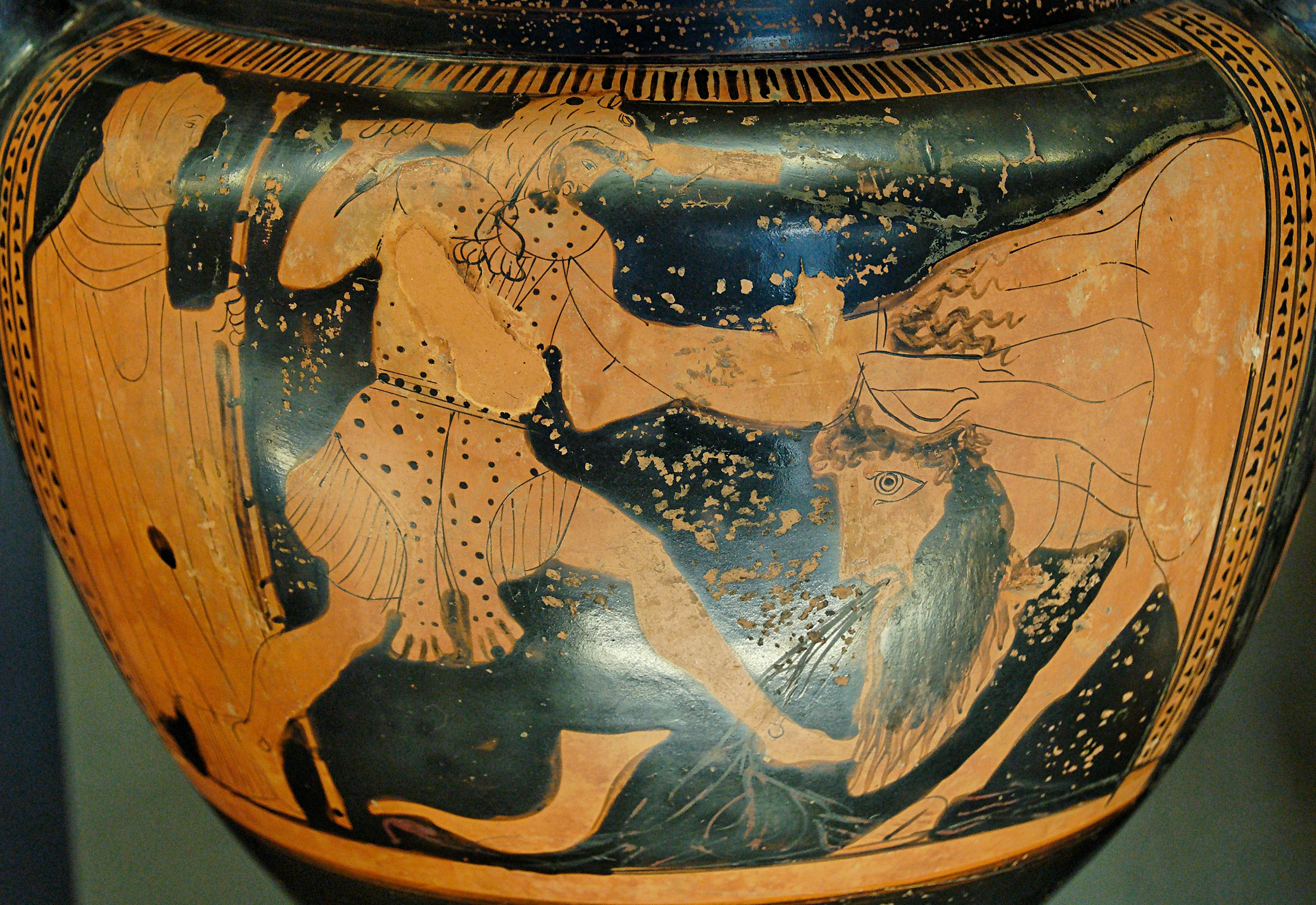
Ахелой віддає свій ріг Геркулесу на аттичній посудині

Семпсон продовжив дослідження матеріалу з 1989 року. У 1994 році, виступаючи під час щорічної зустрічі Товариства палеонтології хребетних, він назвав «таксон С» як новий рід і вид, Achelousaurus horneri. Хоча було опубліковано автореферат, який містив достатній опис, у ньому не було ідентифіковано голотип, екземпляр, що носить назву. У 1995 році в наступній статті Семпсон вказав зразок MOR 485 як голотипний зразок Achelousaurus horneri. Загальна назва складається зі слів «Ахелой», імені грецької міфологічної істоти, і «saurus», що латинізованою грецькою означає «ящірка». Ахелой (Ἀχελῷος) — грецький річковий бог, який міг перетворюватися на будь-що. Під час битви з Геркулесом, міфічним героєм, Ахелой прийняв образ бика, але програв битву, коли один з його рогів був відірваний. Ця алюзія є посиланням на нібито перехідні риси динозавра та характерну втрату рогів через онтогенетичний та філогенетичний розвиток, а отже, через індивідуальні зміни та еволюцію. Додсон у 1996 році похвалив загальну назву за оригінальність і розумність. Конкретна назва на честь Джека Хорнера за його дослідження динозаврів геологічного утворення Ту Медісін в Монтані. Семпсон також назвав «таксон B» як рід Einiosaurus у тій самій статті, де описано Achelousaurus. Він сказав, що палеонтологи повинні бути обережними, називаючи нові роди цератопсів, тому що їхня внутрішньовидова варіація (тобто варіація всередині виду) може бути помилково прийнята за міжвидові відмінності (між видами). До 1995 року лише один новий рід центрозаврів був названий після Pachyrhinosaurus у 1950 році, а саме Avaceratops у 1986 році. Таким чином, Achelousaurus має особливе значення як один із небагатьох родів цератопсид, названих наприкінці двадцятого століття.
Голотипний зразок MOR 485 був зібраний Хостеттером і Реєм Роджерсом в районі зсувного поля Батт-Філд близько 40 км на північний захід від Кат-Банк. У 1995 році Семпсон описав його як частину черепа дорослої тварини, включаючи носові та надочноямкові (область над очною западиною) виступи (округлі виступи замість рогів) і тім'яні кістки. Крім того, MOR 485 зберігає деякі кістки задньої та бокової частини черепа, які у 2009 році були перераховані Трейсі Л. Фордом як права луската кістка, ліва луската кістка, обидві верхньощелепні кістки, обидві сльозові кістки, обидві квадратні кістки, обидві піднебінні кістки, мозковий череп і основно-потиличні кістки. У 2015 році Леонардо Майоріно повідомив, що як частина того самого зразка фрагмент нижньої щелепи був занесений у каталог як MOR 485-7-12-87-4. Праву лускату кістку іншої дорослої особини було знайдено на тому ж місці Каньйону кістяного ліжка, що й MOR 485 (і занесено в каталог під тим же номером), але про це було повідомлено лише у 2010 році. Ще два екземпляри були знайдені у Блектейл Крік, 35 км на південь від Кат-Бенку і згаданий Семпсоном у 1995 році як Achelousaurus. Зразок MOR 591 — це частина черепа та приблизно 60 % повного скелета дорослої особи, який включає хребетний стовп, таз, крижову кістку та стегнову кістку. Він також включає нижні щелепи, каталогізовані як MOR 591-7-15-89-1. І череп, і нижня щелепа майже повні, відсутні лише мозкова оболонка та потилична кістка. MOR 591 менший за голотип із довжиною основи черепа приблизно 60 см. Зразок MOR 571 включає частково череп і нижню щелепу з відповідними ребрами та хребцями дорослої особи. Череп складається тільки з тім'яних кісток, а нижні щелепи обмежені їхніми верхніми задніми кістками, надкутними та суглобовими. П'ятий екземпляр — MOR 456.1, недоросла особина. Жоден із зразків не був похилого віку. За словами Ендрю Макдональда та його колег, знахідки ахелозавра являли собою поодиноких особин, а не кладовища.

### Можливі знахідки ахелозавра

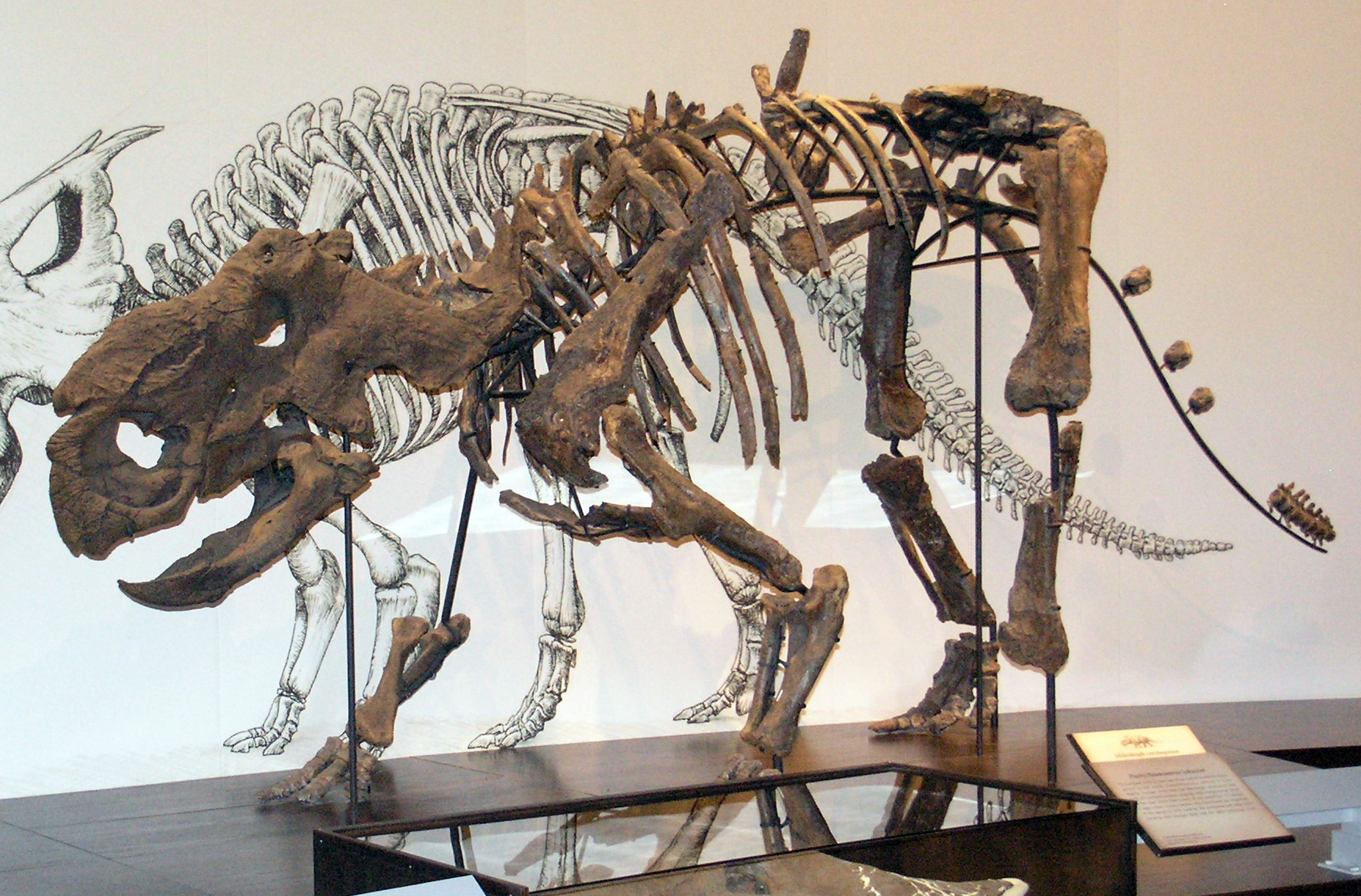
TMP 2002.76.1, який може бути зразком Achelousaurus, Pachyrhinosaurus або нового таксону, у Королівському музеї Тіррелла

Окрім скам'янілостей, які однозначно віднесені до ахелозавра, було знайдено ще деякі матеріали, ідентичність яких невідома. Знайдений у 1996 році екземпляр цератопсиду центрозаврина(зразок TMP 2002.76.1) за припущенням віднесено до нового таксону в 2006 році, але натомість він може належати до Achelousaurus або Pachyrhinosaurus. Оскільки у нього відсутні тім'яні кістки, які використовуються для таксономії цератопсів, неможливо з упевненістю віднести його до будь-якого роду. У 2006 році також було запропоновано, що Monoclonius lowei, сумнівний вид, заснований на черепі (зразок CMN 8790) з геологічного утворення Dinosaur Park, міг бути недорослим зразком Styracosaurus, Achelousaurus або Einiosaurus, з якими він приблизно одновіковий. Крім того, деякі невизначені екземпляри з геологічного утворення Ту Медісін, такі як фрагмент черепа MOR 464 або морда MOR 449, можуть належати Achelousaurus або двом іншим приблизно сучасним цератопсам Einiosaurus і Rubeosaurus.

## Опис

### Загальна будова

Розмір порівняно з людським

Ахелозавр, за оцінками, був 6 м завдовжки з вагою 3 т. Череп дорослої особини (зразок голотипу MOR 485) був оцінений у 1,62 м довжини. Це ставить його в той самий діапазон розмірів, що й інші члени підгрупи Centrosaurinae цератопсів, які жили в кампанський період. Він був приблизно таким же великим, як його близький родич ейніозавр, але мав набагато важчий. Ахелозавр наблизився до міцності одного з найбільших і найміцніших відомих динозаврів з рогами ― трицератопса.
Як цератопсид, ахелозавр був би чотирилапою твариною з копитними пальцями та вкороченим, спущеним донизу хвостом. Його дуже велика голова, яка трималася на прямій шиї, мала гачкуватий верхній дзьоб, дуже великі носові отвори та довгі ряди зубів, які перетворилися на зубні батареї, які містили сотні стиснутих і складених один на одного зубів. У зубних лунках нові зуби виростали під старими, у кожній позиції містився стовпчик зубів, розташованих один на одному. Ахелозавр мав від 25 до 28 таких позицій зубів у кожній верхній щелепі (кістці верхньої щелепи).

### Відмінні риси

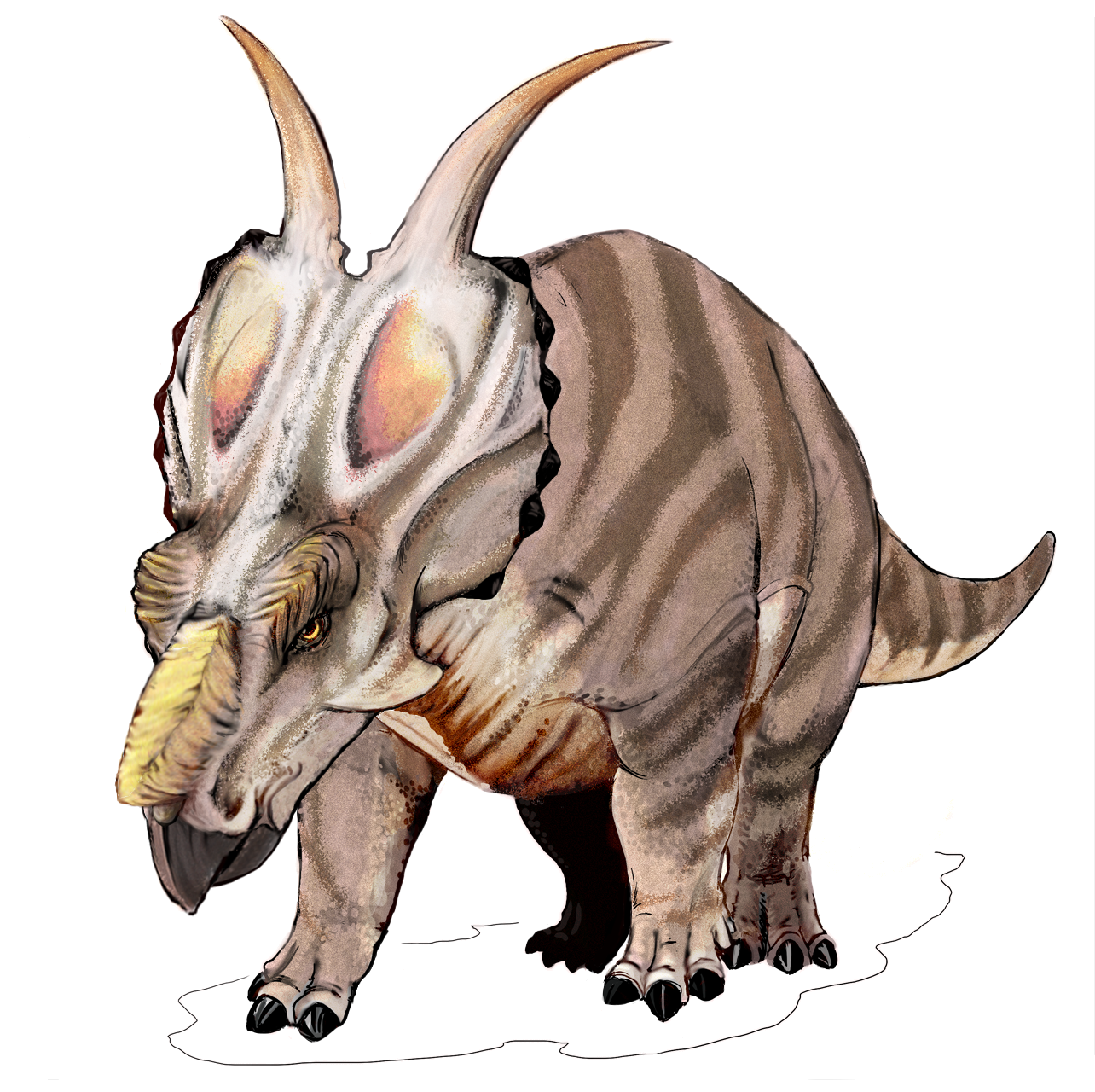
Палеоарт

У 1995 році, описуючи вид, Семпсон дав офіційний список із чотирьох ознак, які відрізняють Achelousaurus від його родичів-центрозаврів. По-перше, у дорослих особин носові кістки з виступом на верхівці відносно невеликі й тонкі, сильно вкриті ямками; по-друге, у дорослих особин над очними западинами немає справжніх рогів, а відносно великі нарости з високими виступами; по-третє, ще не повністю дорослі особини або недорослі особини мають справжні роги (кісткову частину рогів) над очними западинами з увігнутою поверхнею; і по-четверте, тім'яні кістки шийного щитка мають одну пару вигнутих шипів, що стирчать від заднього краю назовні.
Окрім цих унікальних характеристик, Семпсон вказав на додаткові відмінності двох дуже тісно пов'язаних форм. Шипи оборок Achelousaurus більше орієнтовані назовні, ніж шипи Einiosaurus, які вигнуті медіально; проте, шипи Achelousaurus менш спрямовані назовні, ніж аналогічні шипи Pachyrhinosaurus. Ахелозавр також відрізняється від пахіринозавра меншим носовим виступом, який не досягає задньої частини лобових кісток. Окрім черепа, невідомо жодних особливостей скелета, які відрізняли б Achelousaurus від інших представників Centrosaurinae.

### Череп

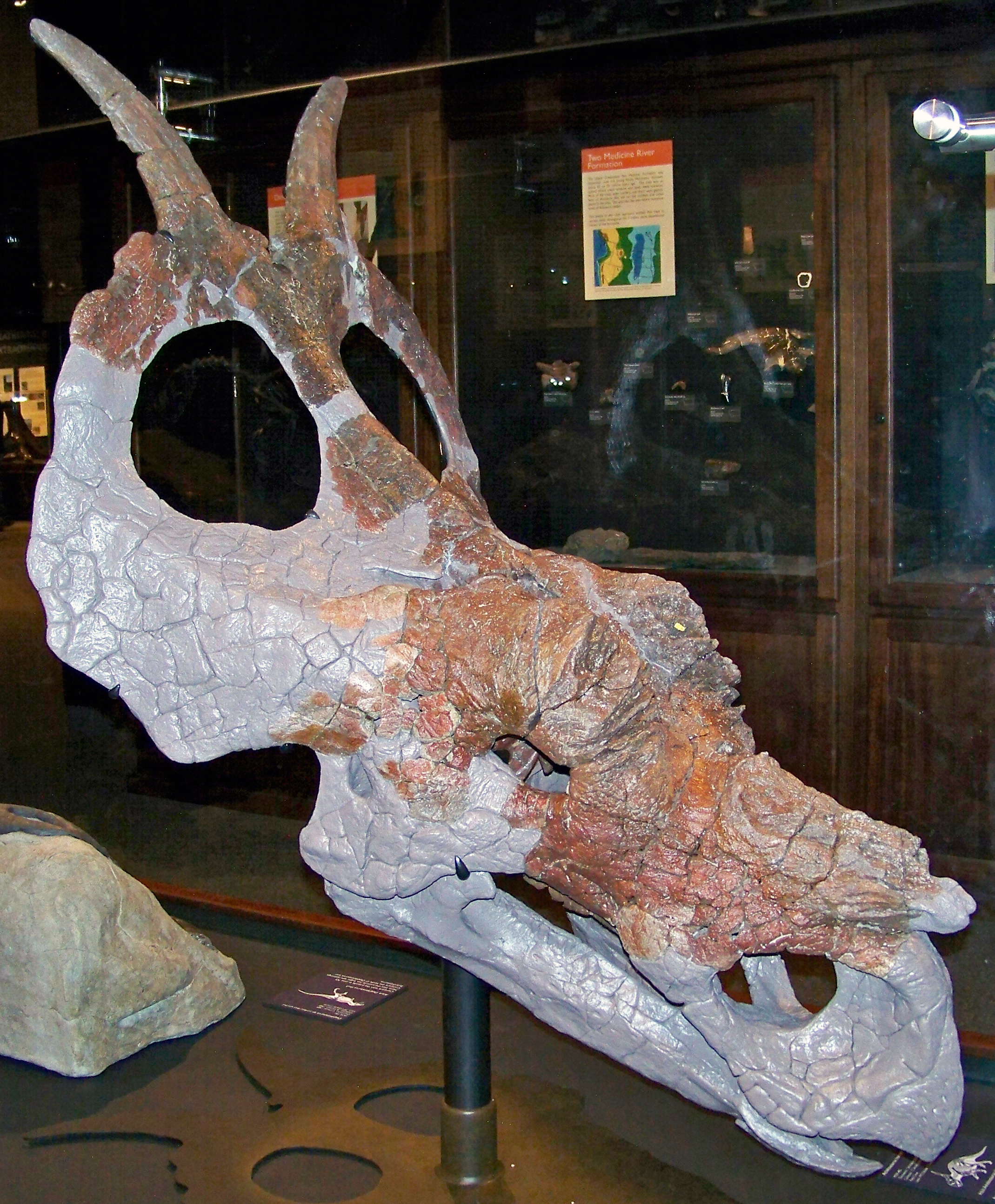
Голотип черепа з правої сторони

Рогаті динозаври в основному відрізняються один від одного своїми рогами, які розташовані на морді і над очима, і великою оборкою черепа, яка охоплює шию, як щит. Achelousaurus демонструє будову центрозаврів, які характерні короткими надбрівними рогами або надбрівками в поєднанні з витонченими оборками. Загальні пропорції оборки типові для центрозавра з широкою округлою плоскою кісткою збоку, яка розширюється до задньої частини. Він також має типову кривизну оборок із верхньою поверхнею, яка опукла з боку в бік і увігнута спереду назад.
Дорослі черепи ахелозаврів мали складчастий виступ із сильними ямками на морді або в області носа, де у багатьох інших цератопсидів був ріг. Такий виступ часто називають «пахіостозним», тобто він складається з потовщеної кістки. Але опис його як товстого «наросту» може ввести в оману: насправді він утворює широку западину з тонким кістковим дном і неправильними виїмками, хоча вона менш вдавлена, ніж у пахіринозавра. Носовий наріст займав приблизно дві третини верхньої поверхні носових кісток. Наріст був схожий на той, який можна побачити у спорідненого роду Pachyrhinosaurus, хоча вужчий, нижчий і менш високий. Він займав 27 % загальної довжини черепа, був на 30 % довший за відстань між ніздрями та очними западинами та був приблизно вдвічі довший за очну ямку. Його задній край не досягав рівня очниці. Носова кістка простягалася вперед, де вона зрощувалася з носовою та передщелепною кістками (верхньої щелепи) у передній частині морди, хоча сама носова кістка не зрощувалася з передщелепною кісткою. Крім того, виступ зразка MOR 485 мав виїмку (або порожнину) на передньому кінці. Роговий стрижень, який утворив виступ, міг розвинутися шляхом викривлення під час росту, як ріг спорідненого ейніозавра, доки він не зрісся з носовою кісткою; або з простого, прямостоячого рогу, який пізніше поширювався своєю основою вперед над областю морди, як у Pachyrhinosaurus. Носова кістка утворювала верхню частину великої кісткової ніздрі. Із заднього краю цієї ніздрі наперед стирчав гострий відросток. Морда порівняно з ейніозавром була відносно широкою на рівні задніх ніздрів. Слізна кістка перед очною западиною була потовщеною, головним чином на внутрішній поверхні, тоді як зовнішня поверхня була безвиразною, за винятком виїмки, схожої на кратер.

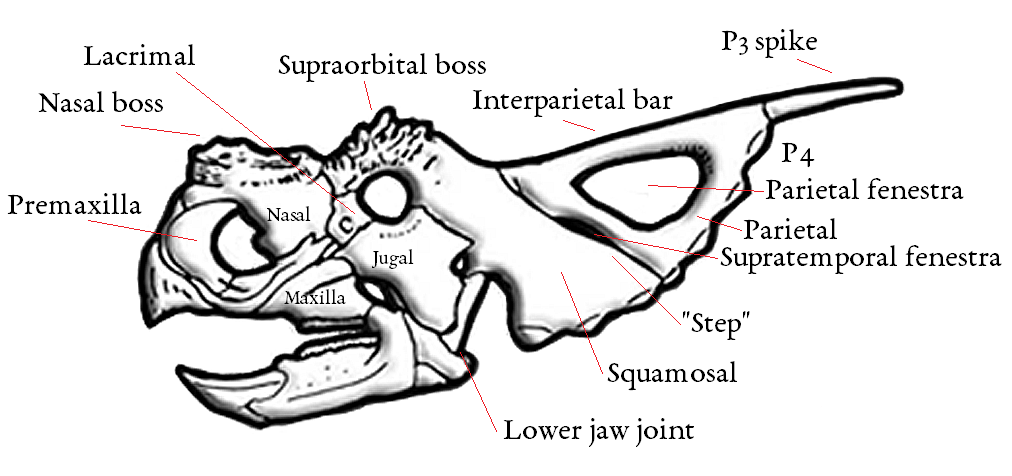
Схема черепа

Дорослі черепи також мають великі, складчасті та овальні виступи в надочноямковій області над очима замість рогів на відміну від інших цератопсидів. Надочноямкові виступи простягалися від заочноямкової кістки вперед, включаючи трикутне повікову та передлобну кістки, і мали високі поперечні виступи навколо середини, які були товстими біля основи та тонкими до вершини. Очні кістки сильно виділялися. Злиті префронталі не досягають носового наросту утворюючи характерну поперечну сідлоподібну канавку, що відокремлює носовий наріст від супраорбітальних наростів. Ця борозна розширювалася назад, відокремлюючи надочноямкові виступи один від одного та утворюючи Т-подібну форму на вигляді зверху. Ці виступи були подібні до пачіринозавра, але з вищими хребтами та більш вираженою складчастістю. Довгі та низькі надочноямкові роги дорослого екземпляра MOR 591 були подібні до рогів недорослого ейніозавра та пахіринозавра. Вони мали увігнуту поверхню з внутрішньої сторони, як у пахіринозавра; були присутні виступи на заочноямкових кістках, що може свідчити про початок переходу до наростів.
Верх черепа ахелозавра мав порожнину по серединній лінії з отвором у верхній частині, що називається лобовим тім'ячком, властивість, яка зустрічається у всіх цератопсидів, які мають «подвійний» верх черепа, утворений лобовими кістками, що складаються одна до одної між основами надбрівних рогів. Ця порожнина утворювала пазухи, які простягалися нижче надочноямкових виступів, які, отже, були відносно тонкими всередині, будучи 25 мм товщини із зовнішньої сторони до верху порожнини. Схоже, що ця порожнина частково закривалася у віці тварини, при цьому у дорослого зразка MOR 485 була відкрита лише задня частина тім'ячка.

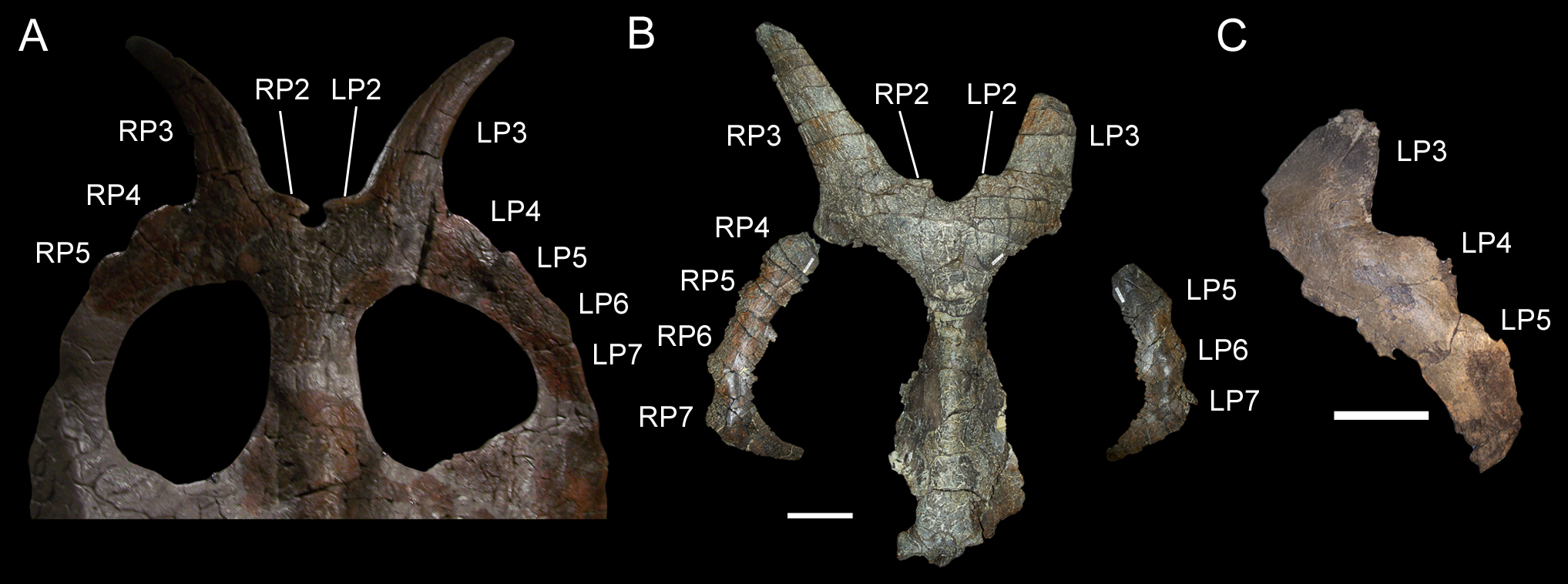
Тім'яно-сквамозні оборкові кістки трьох черепів; MOR 485, 571 і 591

Як і в усіх інших цератопсидів, череп ахелозавра мав тім'яно-сквамозний оборок або «шийний щит», який утворювався тім'яними кістками ззаду та лускатими кістками з боків. Тім'яна кістка є однією з основних кісток, які використовуються для розрізнення таксонів центрозаврів один від одного та встановлення зв'язків між ними, тоді як луската кістка дуже схожа у всіх таксонів. В Achelousaurus луската кістка була набагато коротшою за тім'яну. Її внутрішній край задньої частини утворював сходинку стосовно передньої частини, при цьому шов між лускатою та тім'яною кістками показує перегин ззаду на рівні заднього надскроневого отвору, що є типовою ознакою центрозавра. Луската та яремна кістки, торкаючись одна одної, виключали чотириядерну кістку з краю латерального скроневого вікна, тобто отвору в задній частині черепа.
Оборка ахелозавра мала два помітні великі шипи, які були спрямовані назад і загнуті в сторони один від одного. У 1990-х роках зрозуміли, що такі шипи на тім'яних кістках були не випадковими наростами, а специфічними ознаками, які можна було б використовувати для визначення еволюції рогатих динозаврів, якби тільки можна було проаналізувати, як вони відповідали видами. Таким чином, Семпсон у статті, що описує Achelousaurus у 1995 році, ввів узагальнену систему нумерації для таких тім'яних відростків, рахуючи їх від середньої лінії до сторони оборки. Це було застосовано до Centrosaurinae в цілому в 1997 році. Великі шипи Achelousaurus відповідають шипам «Процесу 3» інших центрозаврів і були подібні до шипів Einiosaurus, хоча вигнуті більше в сторони, подібно до Pachyrhinosaurus. Вони були коротшими й тоншими за відповідні шипи стиракозавра. Між цими шипами, по обидва боки від центральної виїмки, були два невеликі язичні відростки («Процес 2»), які були спрямовані до середньої лінії. Внутрішні шипи «Процесу 1», які присутні в Centrosaurus, відсутні в Achelousaurus. Оборка мала два великих парних отвори — тім'яні вікна, між якими — серединна тім'яна планка. Лінійний ряд округлих здуттів проходив уздовж верхньої частини тім'яної смуги, яка може бути гомологічною шипам і рогам у тій самій області деяких зразків пахіринозавра. Ряд відносно невеликих відростків проходив уздовж краю тім'яного щитка від шипів «Процес 3» назовні, загалом сім на кожну сторону. Вони були в основному однаковими за розміром, що призвело до скорочення процесу P4 порівняно з P3. Ці нижні відростки, здається, були закриті епотиличними кістками, які вистилають оборки цератопсидів. В Achelousaurus ці епотиличні кістки, які починаються як окремі шкірні закостеніння або остеодерми, зливаються з нижньою оборкою, утворюючи шипи, принаймні в третій позиції. У 2020 році було спростовано, що ці процеси є окремими закостеніннями. У найбільш зрілих особин самі передні відростки P6 і P7 були б менш злитими відносно один одного, повернуті навколо своїх поздовжніх осей.

#### Кератинові оболонки

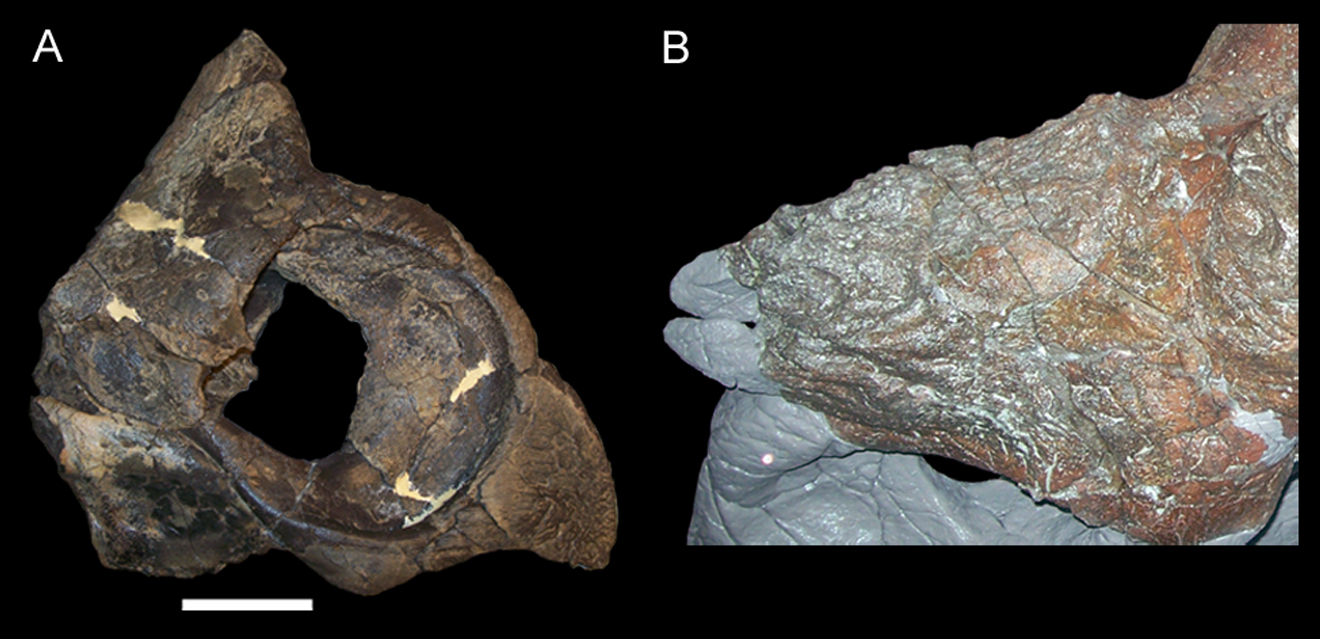
Мордові області MOR 591 і 485

Виступи на черепі ахелозавра, можливо, були вкриті кератиновою оболонкою за життя, але їхня форма у живої тварини невідома. У 2009 році палеонтолог Тобін Л. Гієронімус і його колеги досліджували кореляції між морфологією черепа, рогами та особливостями шкіри сучасних рогатих тварин, а також досліджували череп динозаврів центрозаврів на наявність тих же корелятів. Вони припустили, що ругозаври Achelousaurus і Pachyrhinosaurus були вкриті товстими подушечками ороговілої шкіри, подібної до наростів сучасного вівцебика (Ovibos moschatus). Рогова серцевина носа дорослого ахелозавра була скошена вгору. Товста подушечка епідермісу могла вирости з V-подібної ямчастої виїмки на кінчику носового рогу. Напрямок росту носової подушечки був би спереду. Надочноямкові виступи могли мати товсту подушечку епідермісу, яка росла під кутом убік, подібно до вигнутих рогів коронозавра, на що вказує орієнтація «плавників» або хребтів на виступах. Ямчастість може вказувати на більш м'який сполучний шар, що з'єднує тверду внутрішню кістку з твердою роговою оболонкою. Крім того, були визначені кореляти для ростральної луски перед носовим наростом та рядів лусок уздовж тім'яної серединної лінії та супраорбітально-сквамозної області.

## Еволюція

### Гіпотеза Хорнера про анагенез

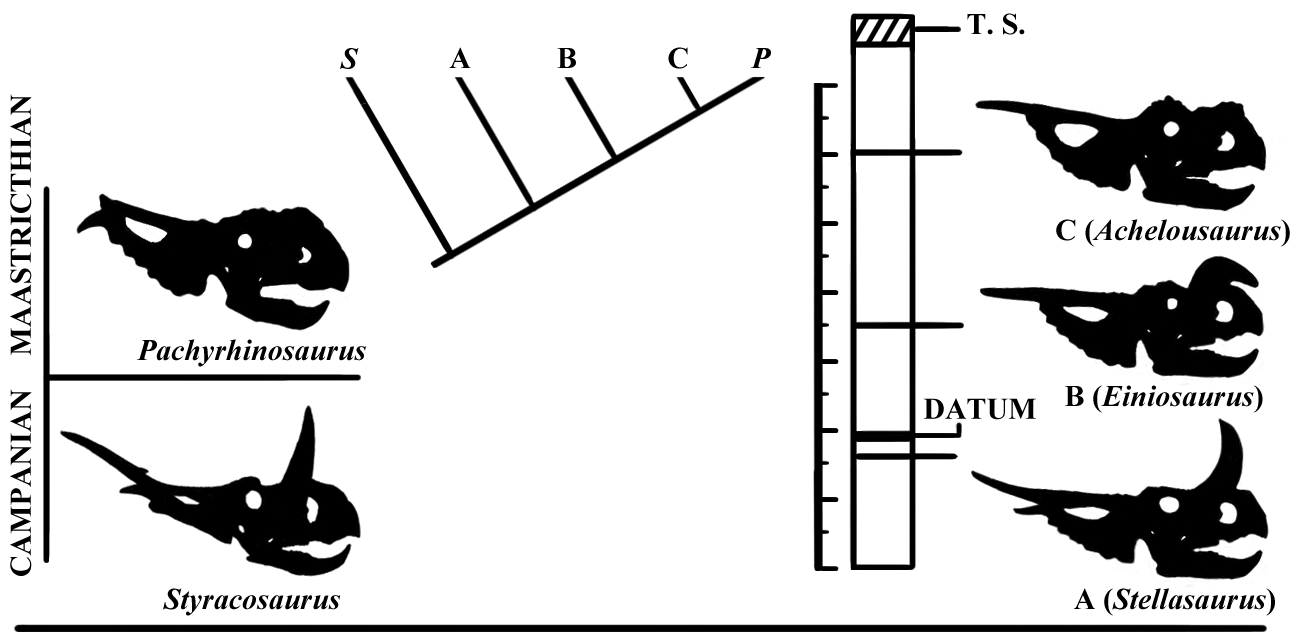
Діаграма, що показує еволюційну лінію, запропоновану Хорнером, 1992

У 1992 році Хорнер намагався пояснити той факт, що протягом обмеженого геологічного періоду часу (приблизно півмільйона років) відбулася швидка зміна спільнот тварин у верхньому геологічному утворення Ту Медісін. Зазвичай це було б інтерпретовано як серію вторгнень, коли нові типи тварин замінюють старі. Але Хорнер зазначив, що нові форми часто мали сильну схожість з попередніми типами. Це натякало на те, що він відкрив рідкісний доказ еволюції в дії: пізніша фауна була в основному старою, але на більш розвинутій стадії. Різні знайдені типи не були окремими видами, а перехідними формами, що розвинулися в процесі анагенезу. Це відповідало припущенню, поширеному на той час, що вид повинен існувати приблизно два-три мільйони років. Іншим свідченням, за словами Хорнера, була нездатність ідентифікувати справжні аутапоморфії — унікальні риси, які доводять, що таксон є окремим видом. Натомість скам'янілості показали поступову зміну від базових (або предків) до більш похідних ознак.

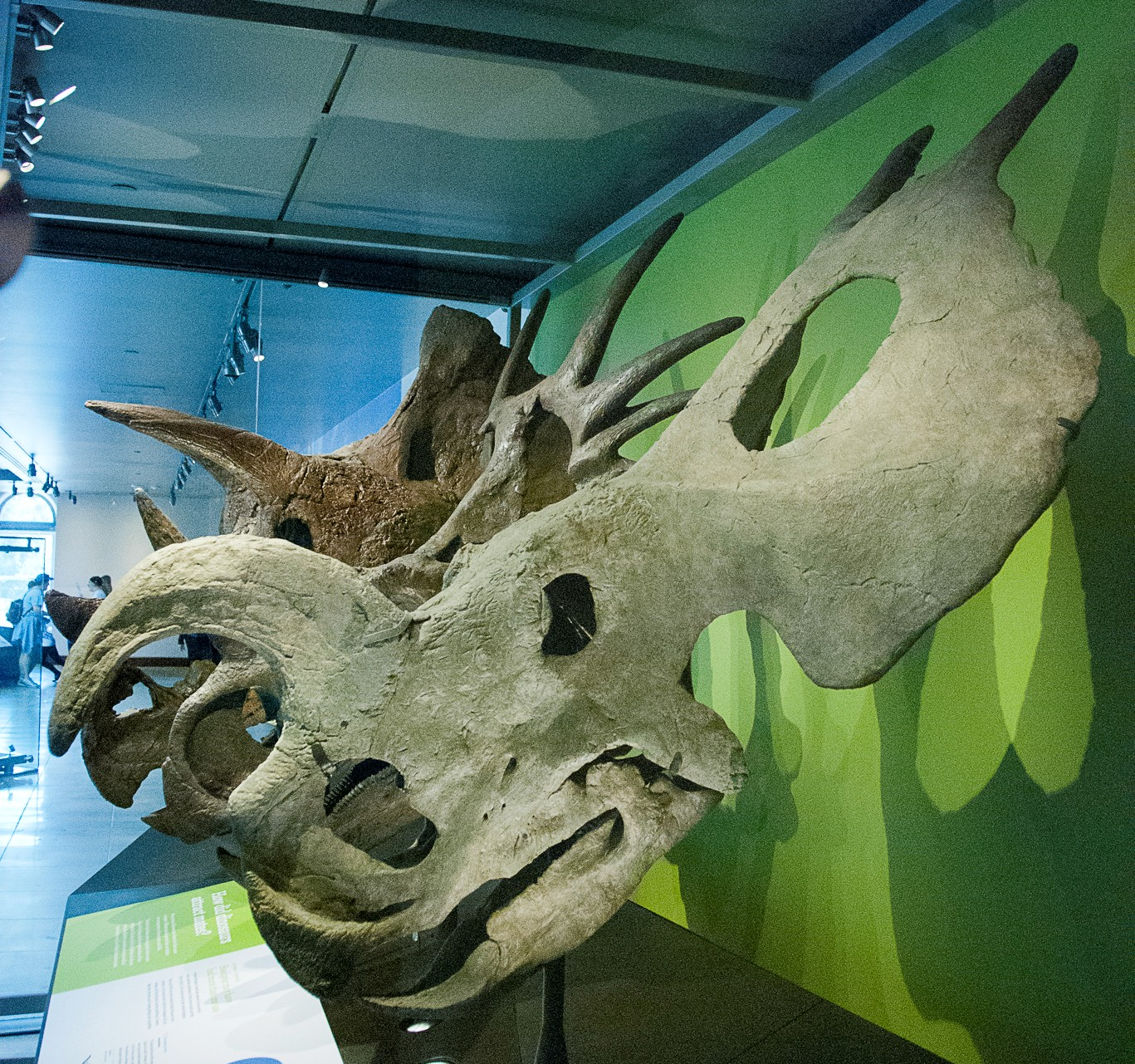
Реконструйований череп ейніозавра, прямого предка ахелозавра, згідно з Горнером, у Музеї природної історії Лос-Анджелеса

Рогаті динозаври, відкриті Хорнером, є прикладом цього явища. У найнижчих шарах геологічного утворення Ту Медісін, на 60 м нижче накладеної формації Bearpaw був присутній «перехідний таксон A». Здавалося, він був ідентичний Styracosaurus albertensis, відрізняючись від нього лише володінням однією парою тім'яних шипів. Середні шари, на 45 м нижче Bearpaw містив «перехідний таксон B», який також мав одну пару шипів, але відрізнявся формою свого носового рогу, який викривлявся вперед над передніми гілками носових кісток. У верхніх шарах 20 м нижче Bearpaw було розкопано «перехідний таксон C». Він також мав пару шипів, але тепер носовий ріг був зрощений з передніми гілками. Верхня поверхня рогу була піднятою і дуже шорсткою. Орбітальні роги показали грубі виступи. Згодом «Таксон A» був названий Stellasaurus, «Таксон B» став Einiosaurus, тоді як «Таксон C» став Achelousaurus. У 1992 році Хорнер не назвав їх видами з тієї причини, що вся еволюційна послідовність розглядалася як репрезентація перехідного виду цератопсів від Styracosaurus albertensis, відомим із формації річки Джудіт, і до похідного безрогого пахіринозавра із геологічного утворення каньйону Підкова, який мав пару шипів і виступи на носі та над очима, а також додаткову оборку. У 1997 році Хорнер назвав три таксони «центрозавр 1», «центрозавр 2» і «центрозавр 3».
Хорнер думав, що він знайшов механізм, що рухає цю еволюцію, вдосконалюючи ідеї, які він розробив ще до того, як він дослідив зсув Батта. Тварини жили на вузькій смузі на східному узбережжі Ларамідії, що межувала із Західним внутрішнім морем і обмежена на заході високими прото-Скелясті гори. Під час трансгресії Bearpaw рівень моря підіймався, неухильно зменшуючи ширину прибережного середовища існування приблизно з 300 км до 30 км. Це призвело до сильнішого еволюційного тиску, найбільшого для Achelousaurus, який жив у фазі, коли прибережна смуга була найвужчою. Менша кількість особин, яку міг би витримати менший ареал існування, становила вузьке місце популяції, уможливлюючи швидку еволюцію. Посилення статевого відбору призвело б до змін у статевих прикрасах, таких як шипи, роги та виступи. З іншого боку, зниження навантаження на навколишнє середовище через нижчий рівень моря характеризувалося б адаптивною радіацією. Те, що статевий відбір справді був основним механізмом, підтверджується тим фактом, що молоді особини всіх трьох популяцій були дуже схожі: усі вони мали два шипи, невеликий носовий ріг, спрямований вперед, і орбітальні роги у формі злегка підняті ручки. Лише у дорослій фазі вони почали відрізнятися. За словами Хорнера, це також показало, що популяції були дуже тісно пов'язані. 

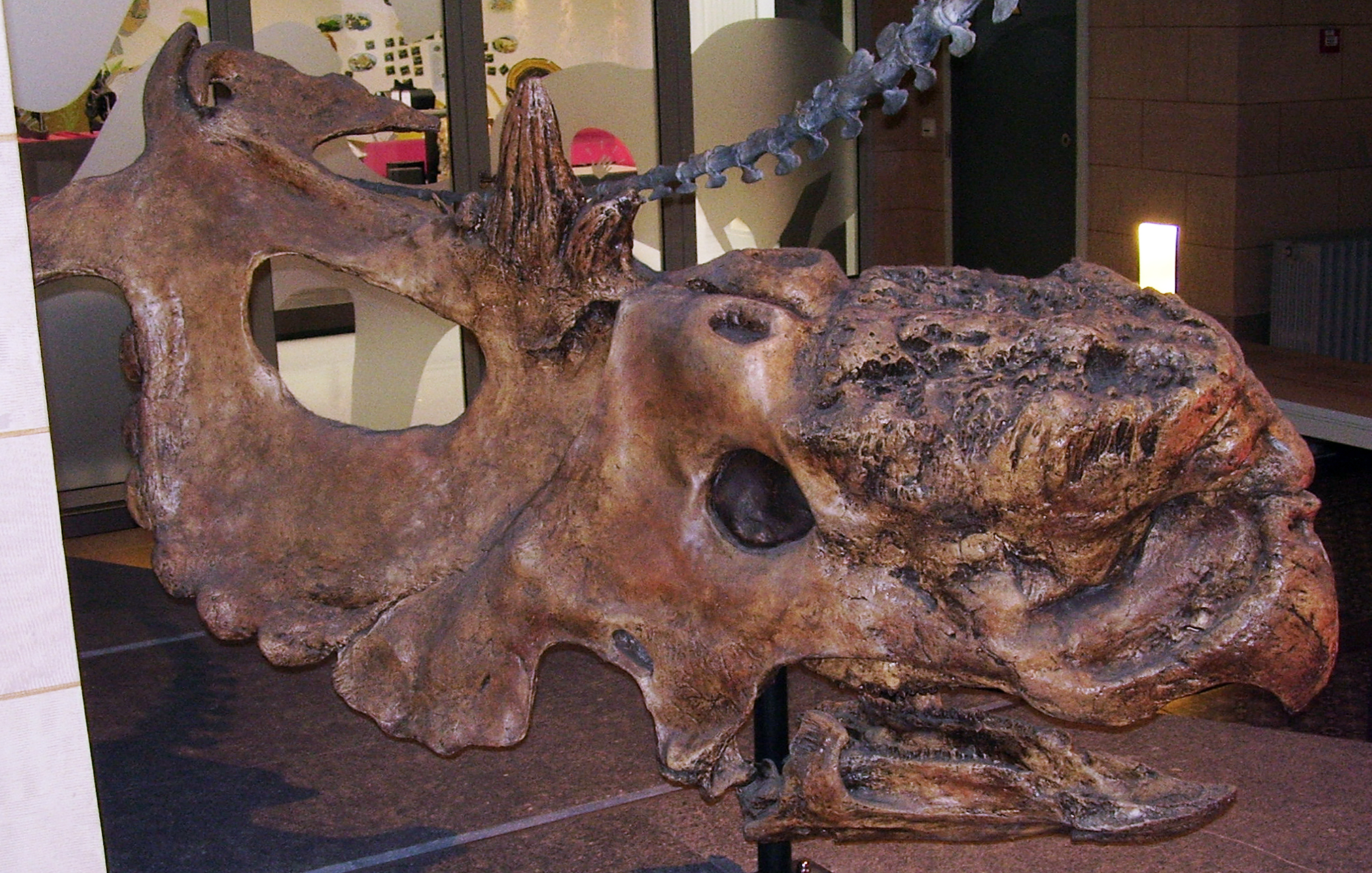
Зліпок черепа пахирінозавра, нащадка ахелозавра, згідно з Хорнером, у Музеї природничих наук Бельгії

Хорнер не проводив точного кладистичного аналізу, щоб визначити зв'язок між трьома популяціями. Такий аналіз обчислює, яке еволюційне дерево передбачає найменшу кількість еволюційних змін і, отже, є найбільш імовірним. Він припустив, що це призведе до дерева, в якому типи є послідовними гілками. Таке дерево, як наслідок використаного методу, ніколи не демонструватиме прямий зв'язок предок-нащадок. Багато вчених вважали, що такий зв'язок все одно неможливо довести. Хорнер не погодився: він вважав поступові морфологічні зміни явним доказом того, що в цьому випадку можна було безпосередньо спостерігати еволюцію одного таксона в інший без поділу популяцій. Еволюціоністи загалом надто вагалися б, щоб визнати це. Такий перехід називається анагенезом; він стверджував, що якщо протилежне, кладогенез, не може бути доведено, вчений може вільно припустити анагенетичний процес.
Спираючись на переглянуті дані, Семпсон у 1995 році підрахував, що досліджувані шари представляють довший період часу, ніж спочатку передбачалося в 500 000 років: після відкладення залишків брахіцератопса Гілмора минуло 860 000 років, а після шарів ейніозавра — 640 000 років. Він не прийняв гіпотезу Хорнера про анагенез, але припустив, що відбулося видоутворення з розщепленням популяцій. Ці проміжки часу все ще були досить короткими, щоб вказувати на те, що швидкість видоутворення мала бути високою, що могло бути вірним для всіх центрозаврів пізнього кампанського періоду.

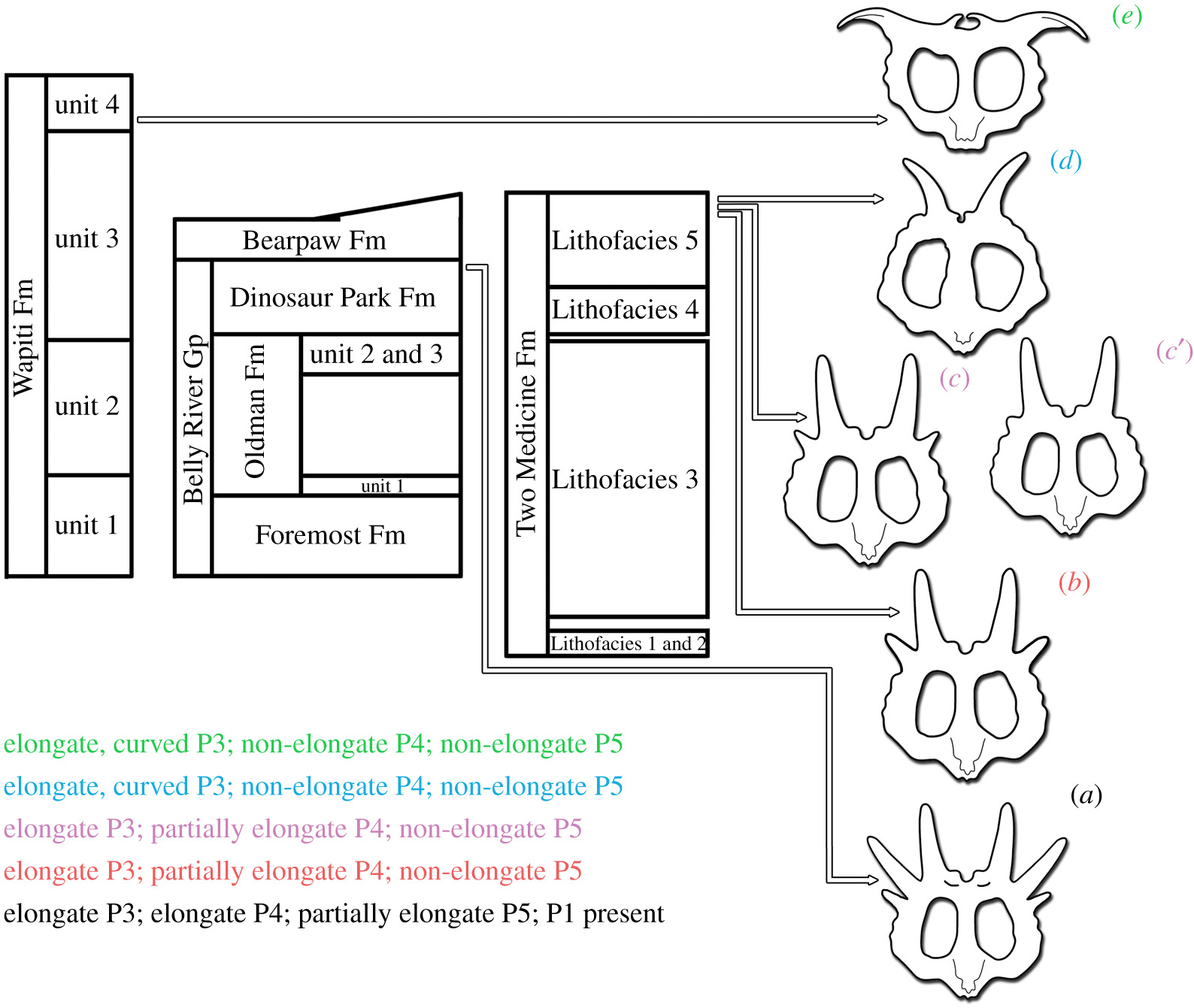
Стратиграфічний і часовий зв'язок таксонів, анагенез Вільсона, 2020 рік

У 1996 році Додсон висунув два заперечення проти гіпотези Хорнера. По-перше, наявність лише однієї пари головних шипів здавалося більш базальним, ніж наявність трьох пар, як у Styracosaurus albertensis. Це навело його на думку, що лінія Ейніозаврів — Ахелозаврів була окремою гілкою в Centrosaurinae. По-друге, він був стурбований тим, що ейніозавр і ахелозавр були випадками статевого диморфізму, один тип — самці, інший — самки. Про це свідчить короткий геологічний проміжок часу між шарами, в яких були знайдені їхні скам'янілості, який він оцінив приблизно у 250 000 років. Але якби гіпотеза була вірною, це був би, можливо, найкращий приклад швидкої еволюції динозаврів.
У 2010 році Хорнер визнав, що екземпляр TMP 2002.76.1, мабуть, вказує на те, що Achelousaurus не походить від Einiosaurus, оскільки він був попереднім за віком, але мав носовий наріст. Проте він підкреслив, що навіть якби лінії розпалися, його предок міг би бути схожим на Ейніозавра. Крім того, можливо, що ейніозавр був прямим нащадком рубеозавра. Крім того, процес швидкого переміщення та вимирання видів, на його думку, все ще можна елегантно пояснити розширенням на захід Моря Bearpaw.
Процес анагенезу підтвердили Джон Вілсон і Джек Сканелла у 2016 році, які вивчали онтогенетичні зміни у рогатих динозаврів. Вони порівняли маленький екземпляр ейніозавра, MOR 456 8-8-87-1, зі зразком Achelousaurus MOR 591. Обидва виявилися досить схожими, головною відмінністю було довше обличчя в MOR 456 8-8-87-1 і більш гострий супраорбітальний роговий стрижень у MOR 591. Вони дійшли висновку, що Ахелозавр, ймовірно, був прямим нащадком Ейніозавра. Більш дорослі особини Einiosaurus наближалися до морфології Achelousaurus. Відмінності між двома таксонами були спричинені гетерохронією — різними змінами у швидкості розвитку різних рис протягом життя особини. Оскільки Вілсон і його колеги у 2020 році виявили, що Stellasaurus («Таксон А» Хорнера) є проміжним між Styracosaurus і Einiosaurus за морфологією та стратиграфією, вони не могли скинути з рахунків, що це був перехідний таксон у анагенетичній лінії.

### Класифікація
У 1995 році Семпсон офіційно відніс Achelousaurus до Цератопсидів, точніше до Centrosaurinae. У всіх аналізах Einiosaurus і Achelousaurus є частиною клади Pachyrhinosaurini. За визначенням, Achelousaurus є членом клади Centrosaurinae (або «товстомордих»), в якій він об'єднаний з Pachyrhinosaurus. У 2010 році Грегорі С. Пол відніс A. horneri до роду Centrosaurus як C. horneri. Це не знайшло визнання серед інших дослідників, і подальші таксономічні оцінки незмінно зберігали родову назву Achelousaurus.

### Філогенез

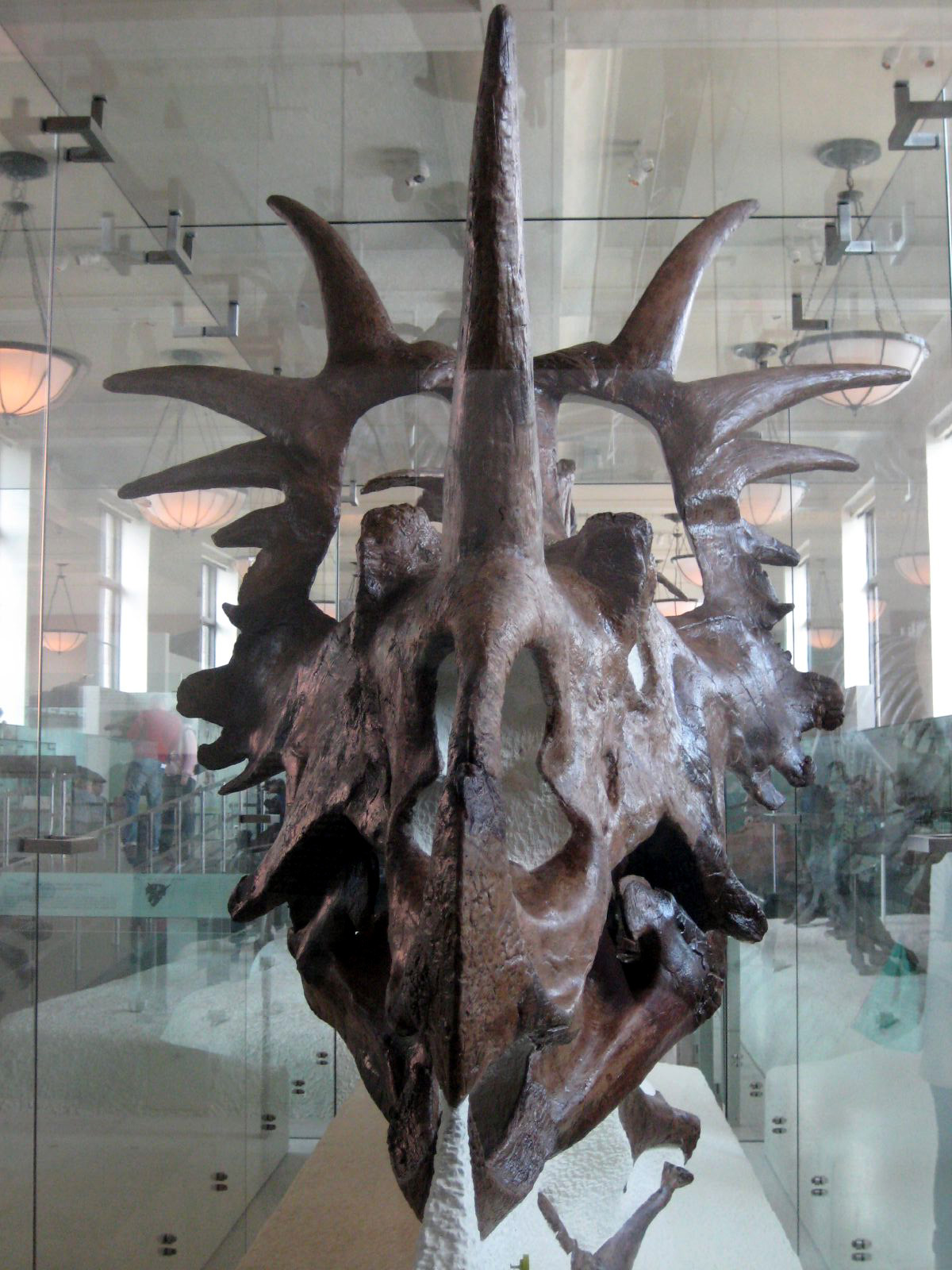
Філогенетичні аналізи різняться щодо близькості спорідненості між Achelousaurus і Styracosaurus; череп в Американському музеї природознавства

У 1995 році Семпсон вважав, що недостатньо доказів, щоб зробити висновок, що ахелозавр був прямим нащадком ейніозавра. На відміну від Хорнера, він вирішив провести кладистичний аналіз, щоб встановити філогенез. Це показало еволюційне дерево, в якому Achelousaurus розділився між Einiosaurus і Pachyrhinosaurus, як передбачав Хорнер. Всупереч твердженням Хорнера, Styracosaurus albertensis не міг бути прямим предком, оскільки в аналізі Семпсона він був сестринською групою Centrosaurus.
Подальші дослідження намагалися визначити точні відносини в цій частині еволюційного дерева з суперечливими результатами щодо питання про те, чи Styracosaurus albertensis або Einiosaurus могли бути в прямій лінії сходження до Achelousaurus. У 2005 році аналіз, проведений Майклом Райаном і Ентоні Расселом, виявив, що стиракозавр більше споріднений з ахелозавром, ніж з центрозавром. Це було підтверджено аналізами Райана у 2007 році, Ніколаса Лонгріча у 2010 році та Сю у 2010 році. Того ж року Хорнер і Ендрю Т. Макдональд перемістили Styracosaurus ovatus до його власного роду, Rubeosaurus, визначили його сестринським видом Einiosaurus, тоді як Styracosaurus albertensis знову був розташований у гілці Centrosaurus. Вони також віднесли зразок MOR 492, основу «Таксону А», до рубеозавра. У 2011 році наступне дослідження Ендрю Т. Макдональда в цьому відношенні повторило результати його попереднього, як і публікація Андре Фарке. У 2017 році Дж. П. Вільсон і Райан ще більше ускладнили проблему, дійшовши висновку, що MOR 492 («Таксон A») не відносився до Rubeosaurus і оголосили, що на його честь буде названо ще один рід. Вілсон і його колеги перенесли MOR 492 до нового роду Stellasaurus у 2020 році, який, отже, відповідає «таксону A». Їхнє дослідження показало, що Rubeosaurus ovatus є сестринським видом Styracosaurus albertensis, і дійшло висновку, що Rubeosaurus є синонімом Styracosaurus.
До того, як Achelousaurus був описаний, Pachyrhinosaurus canadensis вважався одинарною формою серед центрозаврів, яку відрізняли від них його незвичайні нарости. Achelousaurus надав еволюційний контекст канадським видам, одночасно розширивши часовий і географічний ареал для того, що стало розглядатися як «пахіринозаври». У всіх аналізах Achelousaurus і Pachyrhinosaurus були сестринськими групами. У 2008 році був названий ще один близький вид, Pachyrhinosaurus lakustai. У цьому дослідженні термін «пахіринозаври» використовувався для клади, що складається з Achelousaurus і Pachyrhinosaurus. Коли Pachyrhinosaurus perotorum був описаний у 2012 році, була придумана назва клади Pachyrostra, що об'єднує два роди; Achelousaurus — самий базальний пахіростран. Спільними похідними рисами (або синапоморфіями) групи є збільшений носовий орнамент і зміна носових і надбрівних рогів на виступи. Наприкінці кампанського періоду, здається, спостерігалася тенденція до заміни пахіространів іншими центрозаврами. Також у 2012 році була названа клада Pachyrhinosaurini, яка складається з видів, більш близьких до Pachyrhinosaurus або Achelousaurus, ніж до Centrosaurus. Згідно з дослідженням 2013 року, крім ейніозавра та рубеозавра, сюди входять синоцератопс і ксеноцератопс.

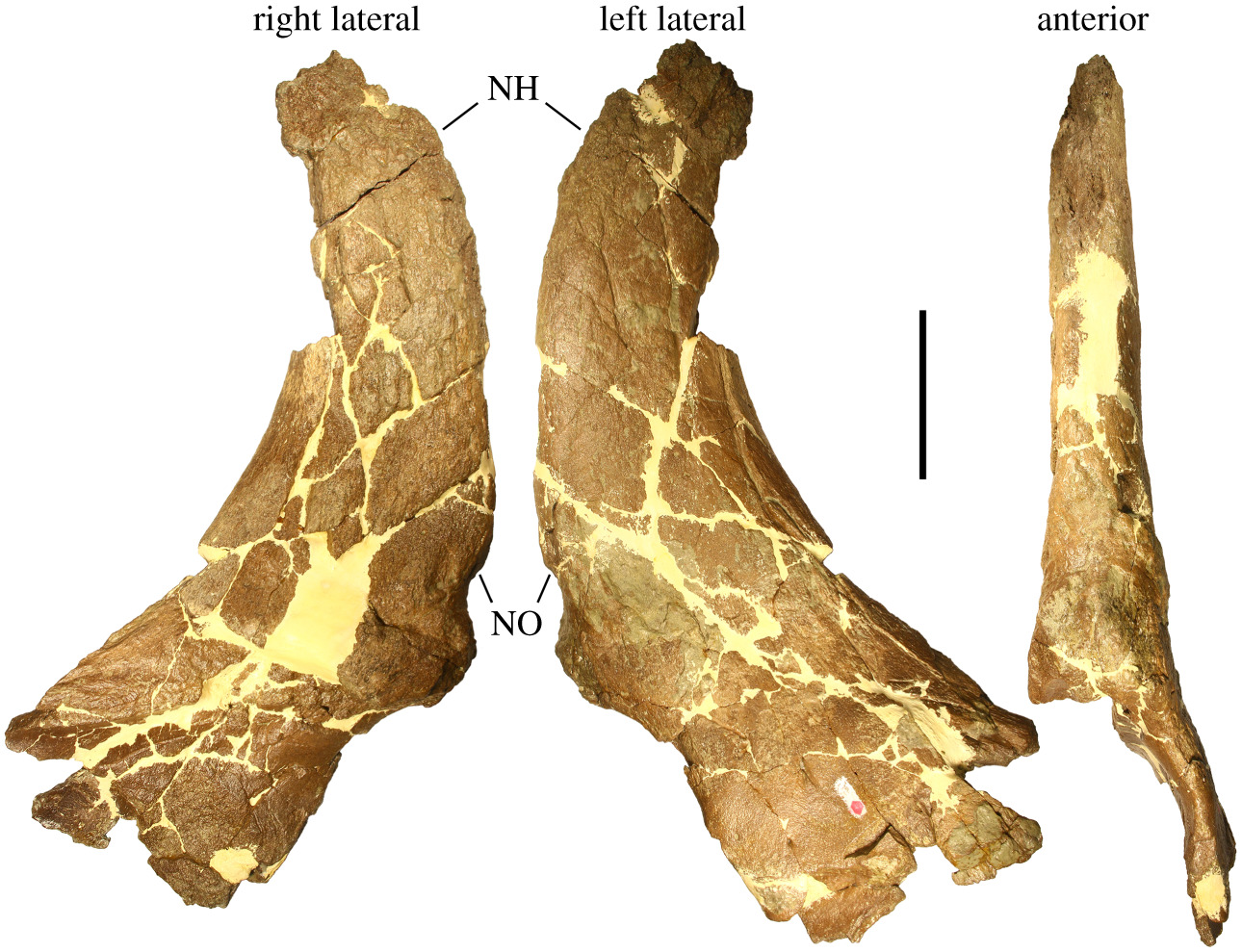
Носовий ріг стеллазавра, можливого предка ейніозавра та ахелозавра

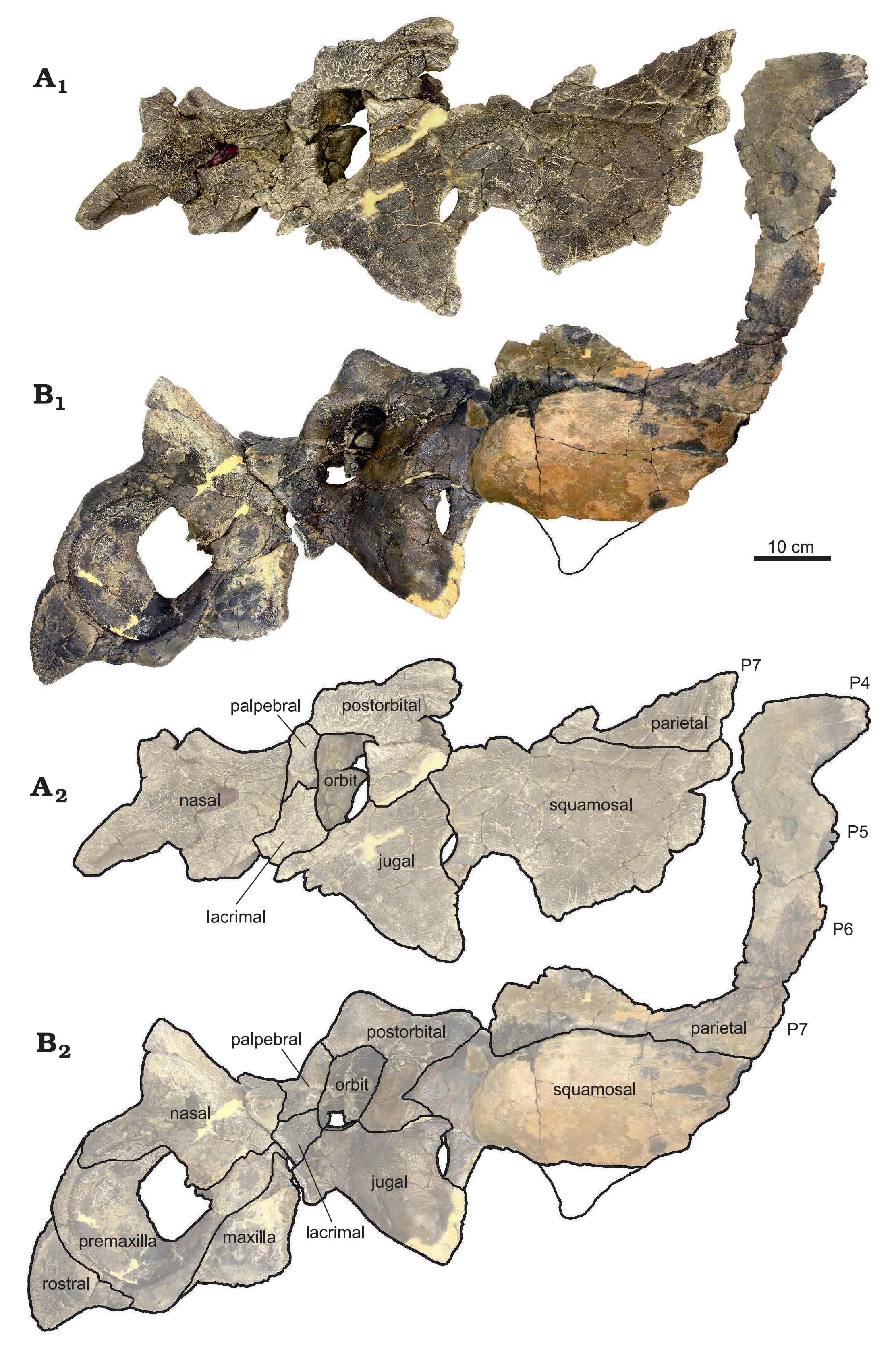
Недорослі черепи ейніозавра (A) і, можливо, ахелозавра (B, зразок MOR 591)

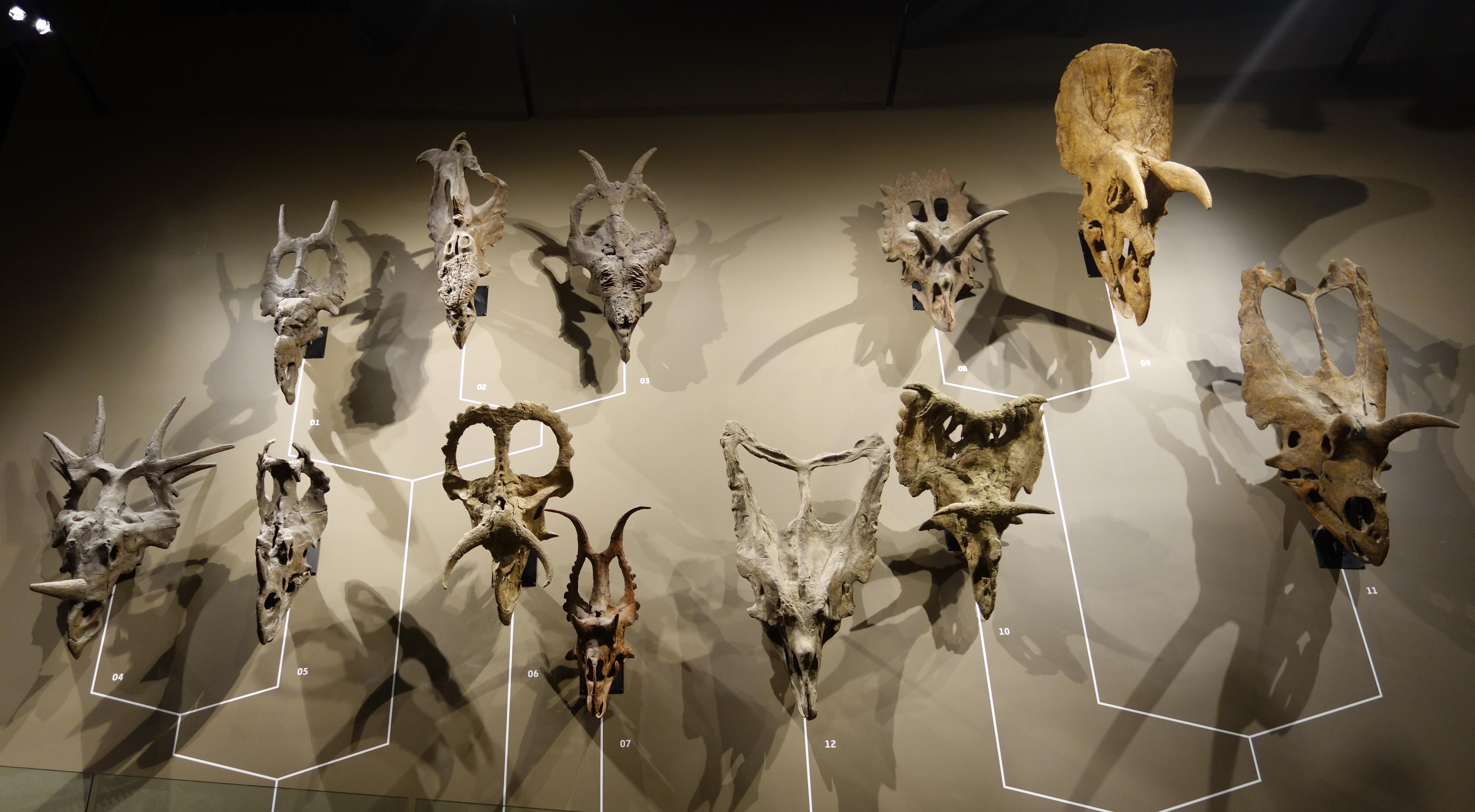
Зліпки черепів цератопсидів, розташовані на філогенетичному дереві в Музеї природної історії штату Юта, з ахелозавром (зліпок MOR 485) третім у верхньому лівому рядку (номер 03)

|  | Medusaceratops lokii                                                                      |
|  |                                                                                           |
|  | \| \| Wendiceratops pinhornensis \| \| \| \| \| \| Sinoceratops zhuchengensis \| \| \| \| |
|  |                                                                                           |
|  | Wendiceratops pinhornensis                                                                |
|  |                                                                                           |
|  | Sinoceratops zhuchengensis                                                                |
|  |                                                                                           |

|  | Wendiceratops pinhornensis |
|  |                            |
|  | Sinoceratops zhuchengensis |
|  |                            |

|  | Medusaceratops lokii                                                                      |
|  |                                                                                           |
|  | \| \| Wendiceratops pinhornensis \| \| \| \| \| \| Sinoceratops zhuchengensis \| \| \| \| |
|  |                                                                                           |
|  | Wendiceratops pinhornensis                                                                |
|  |                                                                                           |
|  | Sinoceratops zhuchengensis                                                                |
|  |                                                                                           |

|  | Wendiceratops pinhornensis |
|  |                            |
|  | Sinoceratops zhuchengensis |
|  |                            |

|  | Machairoceratops cronusi |
|  |                          |
|  | Diabloceratops eatoni    |
|  |                          |

|  | Albertaceratops nesmoi                                                         |
|  |                                                                                |
|  | \| \| Nasutoceratops titusi \| \| \| \| \| \| Avaceratops lammersi \| \| \| \| |
|  |                                                                                |
|  | Nasutoceratops titusi                                                          |
|  |                                                                                |
|  | Avaceratops lammersi                                                           |
|  |                                                                                |

|  | Nasutoceratops titusi |
|  |                       |
|  | Avaceratops lammersi  |
|  |                       |

|  | Machairoceratops cronusi |
|  |                          |
|  | Diabloceratops eatoni    |
|  |                          |

|  | Albertaceratops nesmoi                                                         |
|  |                                                                                |
|  | \| \| Nasutoceratops titusi \| \| \| \| \| \| Avaceratops lammersi \| \| \| \| |
|  |                                                                                |
|  | Nasutoceratops titusi                                                          |
|  |                                                                                |
|  | Avaceratops lammersi                                                           |
|  |                                                                                |

|  | Nasutoceratops titusi |
|  |                       |
|  | Avaceratops lammersi  |
|  |                       |

|  | Medusaceratops lokii                                                                      |
|  |                                                                                           |
|  | \| \| Wendiceratops pinhornensis \| \| \| \| \| \| Sinoceratops zhuchengensis \| \| \| \| |
|  |                                                                                           |
|  | Wendiceratops pinhornensis                                                                |
|  |                                                                                           |
|  | Sinoceratops zhuchengensis                                                                |
|  |                                                                                           |

|  | Wendiceratops pinhornensis |
|  |                            |
|  | Sinoceratops zhuchengensis |
|  |                            |

|  | Medusaceratops lokii                                                                      |
|  |                                                                                           |
|  | \| \| Wendiceratops pinhornensis \| \| \| \| \| \| Sinoceratops zhuchengensis \| \| \| \| |
|  |                                                                                           |
|  | Wendiceratops pinhornensis                                                                |
|  |                                                                                           |
|  | Sinoceratops zhuchengensis                                                                |
|  |                                                                                           |

|  | Wendiceratops pinhornensis |
|  |                            |
|  | Sinoceratops zhuchengensis |
|  |                            |

|  | Machairoceratops cronusi |
|  |                          |
|  | Diabloceratops eatoni    |
|  |                          |

|  | Albertaceratops nesmoi                                                         |
|  |                                                                                |
|  | \| \| Nasutoceratops titusi \| \| \| \| \| \| Avaceratops lammersi \| \| \| \| |
|  |                                                                                |
|  | Nasutoceratops titusi                                                          |
|  |                                                                                |
|  | Avaceratops lammersi                                                           |
|  |                                                                                |

|  | Nasutoceratops titusi |
|  |                       |
|  | Avaceratops lammersi  |
|  |                       |

|  | Machairoceratops cronusi |
|  |                          |
|  | Diabloceratops eatoni    |
|  |                          |

|  | Albertaceratops nesmoi                                                         |
|  |                                                                                |
|  | \| \| Nasutoceratops titusi \| \| \| \| \| \| Avaceratops lammersi \| \| \| \| |
|  |                                                                                |
|  | Nasutoceratops titusi                                                          |
|  |                                                                                |
|  | Avaceratops lammersi                                                           |
|  |                                                                                |

|  | Nasutoceratops titusi |
|  |                       |
|  | Avaceratops lammersi  |
|  |                       |

|  | Spinops sternbergorum                                                           |
|  |                                                                                 |
|  | \| \| Centrosaurus apertus \| \| \| \| \| \| Coronosaurus brinkmani \| \| \| \| |
|  |                                                                                 |
|  | Centrosaurus apertus                                                            |
|  |                                                                                 |
|  | Coronosaurus brinkmani                                                          |
|  |                                                                                 |

|  | Centrosaurus apertus   |
|  |                        |
|  | Coronosaurus brinkmani |
|  |                        |

|  | Styracosaurus ovatus      |
|  |                           |
|  | Styracosaurus albertensis |
|  |                           |

|  | Pachyrhinosaurus lakustai                                                                  |
|  |                                                                                            |
|  | \| \| Pachyrhinosaurus perotorum \| \| \| \| \| \| Pachyrhinosaurus canadensis \| \| \| \| |
|  |                                                                                            |
|  | Pachyrhinosaurus perotorum                                                                 |
|  |                                                                                            |
|  | Pachyrhinosaurus canadensis                                                                |
|  |                                                                                            |

|  | Pachyrhinosaurus perotorum  |
|  |                             |
|  | Pachyrhinosaurus canadensis |
|  |                             |

|  | Pachyrhinosaurus lakustai                                                                  |
|  |                                                                                            |
|  | \| \| Pachyrhinosaurus perotorum \| \| \| \| \| \| Pachyrhinosaurus canadensis \| \| \| \| |
|  |                                                                                            |
|  | Pachyrhinosaurus perotorum                                                                 |
|  |                                                                                            |
|  | Pachyrhinosaurus canadensis                                                                |
|  |                                                                                            |

|  | Pachyrhinosaurus perotorum  |
|  |                             |
|  | Pachyrhinosaurus canadensis |
|  |                             |

|  | Pachyrhinosaurus lakustai                                                                  |
|  |                                                                                            |
|  | \| \| Pachyrhinosaurus perotorum \| \| \| \| \| \| Pachyrhinosaurus canadensis \| \| \| \| |
|  |                                                                                            |
|  | Pachyrhinosaurus perotorum                                                                 |
|  |                                                                                            |
|  | Pachyrhinosaurus canadensis                                                                |
|  |                                                                                            |

|  | Pachyrhinosaurus perotorum  |
|  |                             |
|  | Pachyrhinosaurus canadensis |
|  |                             |

|  | Pachyrhinosaurus lakustai                                                                  |
|  |                                                                                            |
|  | \| \| Pachyrhinosaurus perotorum \| \| \| \| \| \| Pachyrhinosaurus canadensis \| \| \| \| |
|  |                                                                                            |
|  | Pachyrhinosaurus perotorum                                                                 |
|  |                                                                                            |
|  | Pachyrhinosaurus canadensis                                                                |
|  |                                                                                            |

|  | Pachyrhinosaurus perotorum  |
|  |                             |
|  | Pachyrhinosaurus canadensis |
|  |                             |

|  | Pachyrhinosaurus lakustai                                                                  |
|  |                                                                                            |
|  | \| \| Pachyrhinosaurus perotorum \| \| \| \| \| \| Pachyrhinosaurus canadensis \| \| \| \| |
|  |                                                                                            |
|  | Pachyrhinosaurus perotorum                                                                 |
|  |                                                                                            |
|  | Pachyrhinosaurus canadensis                                                                |
|  |                                                                                            |

|  | Pachyrhinosaurus perotorum  |
|  |                             |
|  | Pachyrhinosaurus canadensis |
|  |                             |

|  | Pachyrhinosaurus lakustai                                                                  |
|  |                                                                                            |
|  | \| \| Pachyrhinosaurus perotorum \| \| \| \| \| \| Pachyrhinosaurus canadensis \| \| \| \| |
|  |                                                                                            |
|  | Pachyrhinosaurus perotorum                                                                 |
|  |                                                                                            |
|  | Pachyrhinosaurus canadensis                                                                |
|  |                                                                                            |

|  | Pachyrhinosaurus perotorum  |
|  |                             |
|  | Pachyrhinosaurus canadensis |
|  |                             |

|  | Pachyrhinosaurus lakustai                                                                  |
|  |                                                                                            |
|  | \| \| Pachyrhinosaurus perotorum \| \| \| \| \| \| Pachyrhinosaurus canadensis \| \| \| \| |
|  |                                                                                            |
|  | Pachyrhinosaurus perotorum                                                                 |
|  |                                                                                            |
|  | Pachyrhinosaurus canadensis                                                                |
|  |                                                                                            |

|  | Pachyrhinosaurus perotorum  |
|  |                             |
|  | Pachyrhinosaurus canadensis |
|  |                             |

|  | Pachyrhinosaurus lakustai                                                                  |
|  |                                                                                            |
|  | \| \| Pachyrhinosaurus perotorum \| \| \| \| \| \| Pachyrhinosaurus canadensis \| \| \| \| |
|  |                                                                                            |
|  | Pachyrhinosaurus perotorum                                                                 |
|  |                                                                                            |
|  | Pachyrhinosaurus canadensis                                                                |
|  |                                                                                            |

|  | Pachyrhinosaurus perotorum  |
|  |                             |
|  | Pachyrhinosaurus canadensis |
|  |                             |

|  | Styracosaurus ovatus      |
|  |                           |
|  | Styracosaurus albertensis |
|  |                           |

|  | Pachyrhinosaurus lakustai                                                                  |
|  |                                                                                            |
|  | \| \| Pachyrhinosaurus perotorum \| \| \| \| \| \| Pachyrhinosaurus canadensis \| \| \| \| |
|  |                                                                                            |
|  | Pachyrhinosaurus perotorum                                                                 |
|  |                                                                                            |
|  | Pachyrhinosaurus canadensis                                                                |
|  |                                                                                            |

|  | Pachyrhinosaurus perotorum  |
|  |                             |
|  | Pachyrhinosaurus canadensis |
|  |                             |

|  | Pachyrhinosaurus lakustai                                                                  |
|  |                                                                                            |
|  | \| \| Pachyrhinosaurus perotorum \| \| \| \| \| \| Pachyrhinosaurus canadensis \| \| \| \| |
|  |                                                                                            |
|  | Pachyrhinosaurus perotorum                                                                 |
|  |                                                                                            |
|  | Pachyrhinosaurus canadensis                                                                |
|  |                                                                                            |

|  | Pachyrhinosaurus perotorum  |
|  |                             |
|  | Pachyrhinosaurus canadensis |
|  |                             |

|  | Pachyrhinosaurus lakustai                                                                  |
|  |                                                                                            |
|  | \| \| Pachyrhinosaurus perotorum \| \| \| \| \| \| Pachyrhinosaurus canadensis \| \| \| \| |
|  |                                                                                            |
|  | Pachyrhinosaurus perotorum                                                                 |
|  |                                                                                            |
|  | Pachyrhinosaurus canadensis                                                                |
|  |                                                                                            |

|  | Pachyrhinosaurus perotorum  |
|  |                             |
|  | Pachyrhinosaurus canadensis |
|  |                             |

|  | Pachyrhinosaurus lakustai                                                                  |
|  |                                                                                            |
|  | \| \| Pachyrhinosaurus perotorum \| \| \| \| \| \| Pachyrhinosaurus canadensis \| \| \| \| |
|  |                                                                                            |
|  | Pachyrhinosaurus perotorum                                                                 |
|  |                                                                                            |
|  | Pachyrhinosaurus canadensis                                                                |
|  |                                                                                            |

|  | Pachyrhinosaurus perotorum  |
|  |                             |
|  | Pachyrhinosaurus canadensis |
|  |                             |

|  | Pachyrhinosaurus lakustai                                                                  |
|  |                                                                                            |
|  | \| \| Pachyrhinosaurus perotorum \| \| \| \| \| \| Pachyrhinosaurus canadensis \| \| \| \| |
|  |                                                                                            |
|  | Pachyrhinosaurus perotorum                                                                 |
|  |                                                                                            |
|  | Pachyrhinosaurus canadensis                                                                |
|  |                                                                                            |

|  | Pachyrhinosaurus perotorum  |
|  |                             |
|  | Pachyrhinosaurus canadensis |
|  |                             |

|  | Pachyrhinosaurus lakustai                                                                  |
|  |                                                                                            |
|  | \| \| Pachyrhinosaurus perotorum \| \| \| \| \| \| Pachyrhinosaurus canadensis \| \| \| \| |
|  |                                                                                            |
|  | Pachyrhinosaurus perotorum                                                                 |
|  |                                                                                            |
|  | Pachyrhinosaurus canadensis                                                                |
|  |                                                                                            |

|  | Pachyrhinosaurus perotorum  |
|  |                             |
|  | Pachyrhinosaurus canadensis |
|  |                             |

|  | Pachyrhinosaurus lakustai                                                                  |
|  |                                                                                            |
|  | \| \| Pachyrhinosaurus perotorum \| \| \| \| \| \| Pachyrhinosaurus canadensis \| \| \| \| |
|  |                                                                                            |
|  | Pachyrhinosaurus perotorum                                                                 |
|  |                                                                                            |
|  | Pachyrhinosaurus canadensis                                                                |
|  |                                                                                            |

|  | Pachyrhinosaurus perotorum  |
|  |                             |
|  | Pachyrhinosaurus canadensis |
|  |                             |

|  | Pachyrhinosaurus lakustai                                                                  |
|  |                                                                                            |
|  | \| \| Pachyrhinosaurus perotorum \| \| \| \| \| \| Pachyrhinosaurus canadensis \| \| \| \| |
|  |                                                                                            |
|  | Pachyrhinosaurus perotorum                                                                 |
|  |                                                                                            |
|  | Pachyrhinosaurus canadensis                                                                |
|  |                                                                                            |

|  | Pachyrhinosaurus perotorum  |
|  |                             |
|  | Pachyrhinosaurus canadensis |
|  |                             |

|  | Spinops sternbergorum                                                           |
|  |                                                                                 |
|  | \| \| Centrosaurus apertus \| \| \| \| \| \| Coronosaurus brinkmani \| \| \| \| |
|  |                                                                                 |
|  | Centrosaurus apertus                                                            |
|  |                                                                                 |
|  | Coronosaurus brinkmani                                                          |
|  |                                                                                 |

|  | Centrosaurus apertus   |
|  |                        |
|  | Coronosaurus brinkmani |
|  |                        |

|  | Styracosaurus ovatus      |
|  |                           |
|  | Styracosaurus albertensis |
|  |                           |

|  | Pachyrhinosaurus lakustai                                                                  |
|  |                                                                                            |
|  | \| \| Pachyrhinosaurus perotorum \| \| \| \| \| \| Pachyrhinosaurus canadensis \| \| \| \| |
|  |                                                                                            |
|  | Pachyrhinosaurus perotorum                                                                 |
|  |                                                                                            |
|  | Pachyrhinosaurus canadensis                                                                |
|  |                                                                                            |

|  | Pachyrhinosaurus perotorum  |
|  |                             |
|  | Pachyrhinosaurus canadensis |
|  |                             |

|  | Pachyrhinosaurus lakustai                                                                  |
|  |                                                                                            |
|  | \| \| Pachyrhinosaurus perotorum \| \| \| \| \| \| Pachyrhinosaurus canadensis \| \| \| \| |
|  |                                                                                            |
|  | Pachyrhinosaurus perotorum                                                                 |
|  |                                                                                            |
|  | Pachyrhinosaurus canadensis                                                                |
|  |                                                                                            |

|  | Pachyrhinosaurus perotorum  |
|  |                             |
|  | Pachyrhinosaurus canadensis |
|  |                             |

|  | Pachyrhinosaurus lakustai                                                                  |
|  |                                                                                            |
|  | \| \| Pachyrhinosaurus perotorum \| \| \| \| \| \| Pachyrhinosaurus canadensis \| \| \| \| |
|  |                                                                                            |
|  | Pachyrhinosaurus perotorum                                                                 |
|  |                                                                                            |
|  | Pachyrhinosaurus canadensis                                                                |
|  |                                                                                            |

|  | Pachyrhinosaurus perotorum  |
|  |                             |
|  | Pachyrhinosaurus canadensis |
|  |                             |

|  | Pachyrhinosaurus lakustai                                                                  |
|  |                                                                                            |
|  | \| \| Pachyrhinosaurus perotorum \| \| \| \| \| \| Pachyrhinosaurus canadensis \| \| \| \| |
|  |                                                                                            |
|  | Pachyrhinosaurus perotorum                                                                 |
|  |                                                                                            |
|  | Pachyrhinosaurus canadensis                                                                |
|  |                                                                                            |

|  | Pachyrhinosaurus perotorum  |
|  |                             |
|  | Pachyrhinosaurus canadensis |
|  |                             |

|  | Pachyrhinosaurus lakustai                                                                  |
|  |                                                                                            |
|  | \| \| Pachyrhinosaurus perotorum \| \| \| \| \| \| Pachyrhinosaurus canadensis \| \| \| \| |
|  |                                                                                            |
|  | Pachyrhinosaurus perotorum                                                                 |
|  |                                                                                            |
|  | Pachyrhinosaurus canadensis                                                                |
|  |                                                                                            |

|  | Pachyrhinosaurus perotorum  |
|  |                             |
|  | Pachyrhinosaurus canadensis |
|  |                             |

|  | Pachyrhinosaurus lakustai                                                                  |
|  |                                                                                            |
|  | \| \| Pachyrhinosaurus perotorum \| \| \| \| \| \| Pachyrhinosaurus canadensis \| \| \| \| |
|  |                                                                                            |
|  | Pachyrhinosaurus perotorum                                                                 |
|  |                                                                                            |
|  | Pachyrhinosaurus canadensis                                                                |
|  |                                                                                            |

|  | Pachyrhinosaurus perotorum  |
|  |                             |
|  | Pachyrhinosaurus canadensis |
|  |                             |

|  | Pachyrhinosaurus lakustai                                                                  |
|  |                                                                                            |
|  | \| \| Pachyrhinosaurus perotorum \| \| \| \| \| \| Pachyrhinosaurus canadensis \| \| \| \| |
|  |                                                                                            |
|  | Pachyrhinosaurus perotorum                                                                 |
|  |                                                                                            |
|  | Pachyrhinosaurus canadensis                                                                |
|  |                                                                                            |

|  | Pachyrhinosaurus perotorum  |
|  |                             |
|  | Pachyrhinosaurus canadensis |
|  |                             |

|  | Pachyrhinosaurus lakustai                                                                  |
|  |                                                                                            |
|  | \| \| Pachyrhinosaurus perotorum \| \| \| \| \| \| Pachyrhinosaurus canadensis \| \| \| \| |
|  |                                                                                            |
|  | Pachyrhinosaurus perotorum                                                                 |
|  |                                                                                            |
|  | Pachyrhinosaurus canadensis                                                                |
|  |                                                                                            |

|  | Pachyrhinosaurus perotorum  |
|  |                             |
|  | Pachyrhinosaurus canadensis |
|  |                             |

|  | Styracosaurus ovatus      |
|  |                           |
|  | Styracosaurus albertensis |
|  |                           |

|  | Pachyrhinosaurus lakustai                                                                  |
|  |                                                                                            |
|  | \| \| Pachyrhinosaurus perotorum \| \| \| \| \| \| Pachyrhinosaurus canadensis \| \| \| \| |
|  |                                                                                            |
|  | Pachyrhinosaurus perotorum                                                                 |
|  |                                                                                            |
|  | Pachyrhinosaurus canadensis                                                                |
|  |                                                                                            |

|  | Pachyrhinosaurus perotorum  |
|  |                             |
|  | Pachyrhinosaurus canadensis |
|  |                             |

|  | Pachyrhinosaurus lakustai                                                                  |
|  |                                                                                            |
|  | \| \| Pachyrhinosaurus perotorum \| \| \| \| \| \| Pachyrhinosaurus canadensis \| \| \| \| |
|  |                                                                                            |
|  | Pachyrhinosaurus perotorum                                                                 |
|  |                                                                                            |
|  | Pachyrhinosaurus canadensis                                                                |
|  |                                                                                            |

|  | Pachyrhinosaurus perotorum  |
|  |                             |
|  | Pachyrhinosaurus canadensis |
|  |                             |

|  | Pachyrhinosaurus lakustai                                                                  |
|  |                                                                                            |
|  | \| \| Pachyrhinosaurus perotorum \| \| \| \| \| \| Pachyrhinosaurus canadensis \| \| \| \| |
|  |                                                                                            |
|  | Pachyrhinosaurus perotorum                                                                 |
|  |                                                                                            |
|  | Pachyrhinosaurus canadensis                                                                |
|  |                                                                                            |

|  | Pachyrhinosaurus perotorum  |
|  |                             |
|  | Pachyrhinosaurus canadensis |
|  |                             |

|  | Pachyrhinosaurus lakustai                                                                  |
|  |                                                                                            |
|  | \| \| Pachyrhinosaurus perotorum \| \| \| \| \| \| Pachyrhinosaurus canadensis \| \| \| \| |
|  |                                                                                            |
|  | Pachyrhinosaurus perotorum                                                                 |
|  |                                                                                            |
|  | Pachyrhinosaurus canadensis                                                                |
|  |                                                                                            |

|  | Pachyrhinosaurus perotorum  |
|  |                             |
|  | Pachyrhinosaurus canadensis |
|  |                             |

|  | Pachyrhinosaurus lakustai                                                                  |
|  |                                                                                            |
|  | \| \| Pachyrhinosaurus perotorum \| \| \| \| \| \| Pachyrhinosaurus canadensis \| \| \| \| |
|  |                                                                                            |
|  | Pachyrhinosaurus perotorum                                                                 |
|  |                                                                                            |
|  | Pachyrhinosaurus canadensis                                                                |
|  |                                                                                            |

|  | Pachyrhinosaurus perotorum  |
|  |                             |
|  | Pachyrhinosaurus canadensis |
|  |                             |

|  | Pachyrhinosaurus lakustai                                                                  |
|  |                                                                                            |
|  | \| \| Pachyrhinosaurus perotorum \| \| \| \| \| \| Pachyrhinosaurus canadensis \| \| \| \| |
|  |                                                                                            |
|  | Pachyrhinosaurus perotorum                                                                 |
|  |                                                                                            |
|  | Pachyrhinosaurus canadensis                                                                |
|  |                                                                                            |

|  | Pachyrhinosaurus perotorum  |
|  |                             |
|  | Pachyrhinosaurus canadensis |
|  |                             |

|  | Pachyrhinosaurus lakustai                                                                  |
|  |                                                                                            |
|  | \| \| Pachyrhinosaurus perotorum \| \| \| \| \| \| Pachyrhinosaurus canadensis \| \| \| \| |
|  |                                                                                            |
|  | Pachyrhinosaurus perotorum                                                                 |
|  |                                                                                            |
|  | Pachyrhinosaurus canadensis                                                                |
|  |                                                                                            |

|  | Pachyrhinosaurus perotorum  |
|  |                             |
|  | Pachyrhinosaurus canadensis |
|  |                             |

|  | Pachyrhinosaurus lakustai                                                                  |
|  |                                                                                            |
|  | \| \| Pachyrhinosaurus perotorum \| \| \| \| \| \| Pachyrhinosaurus canadensis \| \| \| \| |
|  |                                                                                            |
|  | Pachyrhinosaurus perotorum                                                                 |
|  |                                                                                            |
|  | Pachyrhinosaurus canadensis                                                                |
|  |                                                                                            |

|  | Pachyrhinosaurus perotorum  |
|  |                             |
|  | Pachyrhinosaurus canadensis |
|  |                             |

|  | Medusaceratops lokii                                                                      |
|  |                                                                                           |
|  | \| \| Wendiceratops pinhornensis \| \| \| \| \| \| Sinoceratops zhuchengensis \| \| \| \| |
|  |                                                                                           |
|  | Wendiceratops pinhornensis                                                                |
|  |                                                                                           |
|  | Sinoceratops zhuchengensis                                                                |
|  |                                                                                           |

|  | Wendiceratops pinhornensis |
|  |                            |
|  | Sinoceratops zhuchengensis |
|  |                            |

|  | Medusaceratops lokii                                                                      |
|  |                                                                                           |
|  | \| \| Wendiceratops pinhornensis \| \| \| \| \| \| Sinoceratops zhuchengensis \| \| \| \| |
|  |                                                                                           |
|  | Wendiceratops pinhornensis                                                                |
|  |                                                                                           |
|  | Sinoceratops zhuchengensis                                                                |
|  |                                                                                           |

|  | Wendiceratops pinhornensis |
|  |                            |
|  | Sinoceratops zhuchengensis |
|  |                            |

|  | Machairoceratops cronusi |
|  |                          |
|  | Diabloceratops eatoni    |
|  |                          |

|  | Albertaceratops nesmoi                                                         |
|  |                                                                                |
|  | \| \| Nasutoceratops titusi \| \| \| \| \| \| Avaceratops lammersi \| \| \| \| |
|  |                                                                                |
|  | Nasutoceratops titusi                                                          |
|  |                                                                                |
|  | Avaceratops lammersi                                                           |
|  |                                                                                |

|  | Nasutoceratops titusi |
|  |                       |
|  | Avaceratops lammersi  |
|  |                       |

|  | Machairoceratops cronusi |
|  |                          |
|  | Diabloceratops eatoni    |
|  |                          |

|  | Albertaceratops nesmoi                                                         |
|  |                                                                                |
|  | \| \| Nasutoceratops titusi \| \| \| \| \| \| Avaceratops lammersi \| \| \| \| |
|  |                                                                                |
|  | Nasutoceratops titusi                                                          |
|  |                                                                                |
|  | Avaceratops lammersi                                                           |
|  |                                                                                |

|  | Nasutoceratops titusi |
|  |                       |
|  | Avaceratops lammersi  |
|  |                       |

|  | Medusaceratops lokii                                                                      |
|  |                                                                                           |
|  | \| \| Wendiceratops pinhornensis \| \| \| \| \| \| Sinoceratops zhuchengensis \| \| \| \| |
|  |                                                                                           |
|  | Wendiceratops pinhornensis                                                                |
|  |                                                                                           |
|  | Sinoceratops zhuchengensis                                                                |
|  |                                                                                           |

|  | Wendiceratops pinhornensis |
|  |                            |
|  | Sinoceratops zhuchengensis |
|  |                            |

|  | Medusaceratops lokii                                                                      |
|  |                                                                                           |
|  | \| \| Wendiceratops pinhornensis \| \| \| \| \| \| Sinoceratops zhuchengensis \| \| \| \| |
|  |                                                                                           |
|  | Wendiceratops pinhornensis                                                                |
|  |                                                                                           |
|  | Sinoceratops zhuchengensis                                                                |
|  |                                                                                           |

|  | Wendiceratops pinhornensis |
|  |                            |
|  | Sinoceratops zhuchengensis |
|  |                            |

|  | Machairoceratops cronusi |
|  |                          |
|  | Diabloceratops eatoni    |
|  |                          |

|  | Albertaceratops nesmoi                                                         |
|  |                                                                                |
|  | \| \| Nasutoceratops titusi \| \| \| \| \| \| Avaceratops lammersi \| \| \| \| |
|  |                                                                                |
|  | Nasutoceratops titusi                                                          |
|  |                                                                                |
|  | Avaceratops lammersi                                                           |
|  |                                                                                |

|  | Nasutoceratops titusi |
|  |                       |
|  | Avaceratops lammersi  |
|  |                       |

|  | Machairoceratops cronusi |
|  |                          |
|  | Diabloceratops eatoni    |
|  |                          |

|  | Albertaceratops nesmoi                                                         |
|  |                                                                                |
|  | \| \| Nasutoceratops titusi \| \| \| \| \| \| Avaceratops lammersi \| \| \| \| |
|  |                                                                                |
|  | Nasutoceratops titusi                                                          |
|  |                                                                                |
|  | Avaceratops lammersi                                                           |
|  |                                                                                |

|  | Nasutoceratops titusi |
|  |                       |
|  | Avaceratops lammersi  |
|  |                       |

|  | Spinops sternbergorum                                                           |
|  |                                                                                 |
|  | \| \| Centrosaurus apertus \| \| \| \| \| \| Coronosaurus brinkmani \| \| \| \| |
|  |                                                                                 |
|  | Centrosaurus apertus                                                            |
|  |                                                                                 |
|  | Coronosaurus brinkmani                                                          |
|  |                                                                                 |

|  | Centrosaurus apertus   |
|  |                        |
|  | Coronosaurus brinkmani |
|  |                        |

|  | Styracosaurus ovatus      |
|  |                           |
|  | Styracosaurus albertensis |
|  |                           |

|  | Pachyrhinosaurus lakustai                                                                  |
|  |                                                                                            |
|  | \| \| Pachyrhinosaurus perotorum \| \| \| \| \| \| Pachyrhinosaurus canadensis \| \| \| \| |
|  |                                                                                            |
|  | Pachyrhinosaurus perotorum                                                                 |
|  |                                                                                            |
|  | Pachyrhinosaurus canadensis                                                                |
|  |                                                                                            |

|  | Pachyrhinosaurus perotorum  |
|  |                             |
|  | Pachyrhinosaurus canadensis |
|  |                             |

|  | Pachyrhinosaurus lakustai                                                                  |
|  |                                                                                            |
|  | \| \| Pachyrhinosaurus perotorum \| \| \| \| \| \| Pachyrhinosaurus canadensis \| \| \| \| |
|  |                                                                                            |
|  | Pachyrhinosaurus perotorum                                                                 |
|  |                                                                                            |
|  | Pachyrhinosaurus canadensis                                                                |
|  |                                                                                            |

|  | Pachyrhinosaurus perotorum  |
|  |                             |
|  | Pachyrhinosaurus canadensis |
|  |                             |

|  | Pachyrhinosaurus lakustai                                                                  |
|  |                                                                                            |
|  | \| \| Pachyrhinosaurus perotorum \| \| \| \| \| \| Pachyrhinosaurus canadensis \| \| \| \| |
|  |                                                                                            |
|  | Pachyrhinosaurus perotorum                                                                 |
|  |                                                                                            |
|  | Pachyrhinosaurus canadensis                                                                |
|  |                                                                                            |

|  | Pachyrhinosaurus perotorum  |
|  |                             |
|  | Pachyrhinosaurus canadensis |
|  |                             |

|  | Pachyrhinosaurus lakustai                                                                  |
|  |                                                                                            |
|  | \| \| Pachyrhinosaurus perotorum \| \| \| \| \| \| Pachyrhinosaurus canadensis \| \| \| \| |
|  |                                                                                            |
|  | Pachyrhinosaurus perotorum                                                                 |
|  |                                                                                            |
|  | Pachyrhinosaurus canadensis                                                                |
|  |                                                                                            |

|  | Pachyrhinosaurus perotorum  |
|  |                             |
|  | Pachyrhinosaurus canadensis |
|  |                             |

|  | Pachyrhinosaurus lakustai                                                                  |
|  |                                                                                            |
|  | \| \| Pachyrhinosaurus perotorum \| \| \| \| \| \| Pachyrhinosaurus canadensis \| \| \| \| |
|  |                                                                                            |
|  | Pachyrhinosaurus perotorum                                                                 |
|  |                                                                                            |
|  | Pachyrhinosaurus canadensis                                                                |
|  |                                                                                            |

|  | Pachyrhinosaurus perotorum  |
|  |                             |
|  | Pachyrhinosaurus canadensis |
|  |                             |

|  | Pachyrhinosaurus lakustai                                                                  |
|  |                                                                                            |
|  | \| \| Pachyrhinosaurus perotorum \| \| \| \| \| \| Pachyrhinosaurus canadensis \| \| \| \| |
|  |                                                                                            |
|  | Pachyrhinosaurus perotorum                                                                 |
|  |                                                                                            |
|  | Pachyrhinosaurus canadensis                                                                |
|  |                                                                                            |

|  | Pachyrhinosaurus perotorum  |
|  |                             |
|  | Pachyrhinosaurus canadensis |
|  |                             |

|  | Pachyrhinosaurus lakustai                                                                  |
|  |                                                                                            |
|  | \| \| Pachyrhinosaurus perotorum \| \| \| \| \| \| Pachyrhinosaurus canadensis \| \| \| \| |
|  |                                                                                            |
|  | Pachyrhinosaurus perotorum                                                                 |
|  |                                                                                            |
|  | Pachyrhinosaurus canadensis                                                                |
|  |                                                                                            |

|  | Pachyrhinosaurus perotorum  |
|  |                             |
|  | Pachyrhinosaurus canadensis |
|  |                             |

|  | Pachyrhinosaurus lakustai                                                                  |
|  |                                                                                            |
|  | \| \| Pachyrhinosaurus perotorum \| \| \| \| \| \| Pachyrhinosaurus canadensis \| \| \| \| |
|  |                                                                                            |
|  | Pachyrhinosaurus perotorum                                                                 |
|  |                                                                                            |
|  | Pachyrhinosaurus canadensis                                                                |
|  |                                                                                            |

|  | Pachyrhinosaurus perotorum  |
|  |                             |
|  | Pachyrhinosaurus canadensis |
|  |                             |

|  | Styracosaurus ovatus      |
|  |                           |
|  | Styracosaurus albertensis |
|  |                           |

|  | Pachyrhinosaurus lakustai                                                                  |
|  |                                                                                            |
|  | \| \| Pachyrhinosaurus perotorum \| \| \| \| \| \| Pachyrhinosaurus canadensis \| \| \| \| |
|  |                                                                                            |
|  | Pachyrhinosaurus perotorum                                                                 |
|  |                                                                                            |
|  | Pachyrhinosaurus canadensis                                                                |
|  |                                                                                            |

|  | Pachyrhinosaurus perotorum  |
|  |                             |
|  | Pachyrhinosaurus canadensis |
|  |                             |

|  | Pachyrhinosaurus lakustai                                                                  |
|  |                                                                                            |
|  | \| \| Pachyrhinosaurus perotorum \| \| \| \| \| \| Pachyrhinosaurus canadensis \| \| \| \| |
|  |                                                                                            |
|  | Pachyrhinosaurus perotorum                                                                 |
|  |                                                                                            |
|  | Pachyrhinosaurus canadensis                                                                |
|  |                                                                                            |

|  | Pachyrhinosaurus perotorum  |
|  |                             |
|  | Pachyrhinosaurus canadensis |
|  |                             |

|  | Pachyrhinosaurus lakustai                                                                  |
|  |                                                                                            |
|  | \| \| Pachyrhinosaurus perotorum \| \| \| \| \| \| Pachyrhinosaurus canadensis \| \| \| \| |
|  |                                                                                            |
|  | Pachyrhinosaurus perotorum                                                                 |
|  |                                                                                            |
|  | Pachyrhinosaurus canadensis                                                                |
|  |                                                                                            |

|  | Pachyrhinosaurus perotorum  |
|  |                             |
|  | Pachyrhinosaurus canadensis |
|  |                             |

|  | Pachyrhinosaurus lakustai                                                                  |
|  |                                                                                            |
|  | \| \| Pachyrhinosaurus perotorum \| \| \| \| \| \| Pachyrhinosaurus canadensis \| \| \| \| |
|  |                                                                                            |
|  | Pachyrhinosaurus perotorum                                                                 |
|  |                                                                                            |
|  | Pachyrhinosaurus canadensis                                                                |
|  |                                                                                            |

|  | Pachyrhinosaurus perotorum  |
|  |                             |
|  | Pachyrhinosaurus canadensis |
|  |                             |

|  | Pachyrhinosaurus lakustai                                                                  |
|  |                                                                                            |
|  | \| \| Pachyrhinosaurus perotorum \| \| \| \| \| \| Pachyrhinosaurus canadensis \| \| \| \| |
|  |                                                                                            |
|  | Pachyrhinosaurus perotorum                                                                 |
|  |                                                                                            |
|  | Pachyrhinosaurus canadensis                                                                |
|  |                                                                                            |

|  | Pachyrhinosaurus perotorum  |
|  |                             |
|  | Pachyrhinosaurus canadensis |
|  |                             |

|  | Pachyrhinosaurus lakustai                                                                  |
|  |                                                                                            |
|  | \| \| Pachyrhinosaurus perotorum \| \| \| \| \| \| Pachyrhinosaurus canadensis \| \| \| \| |
|  |                                                                                            |
|  | Pachyrhinosaurus perotorum                                                                 |
|  |                                                                                            |
|  | Pachyrhinosaurus canadensis                                                                |
|  |                                                                                            |

|  | Pachyrhinosaurus perotorum  |
|  |                             |
|  | Pachyrhinosaurus canadensis |
|  |                             |

|  | Pachyrhinosaurus lakustai                                                                  |
|  |                                                                                            |
|  | \| \| Pachyrhinosaurus perotorum \| \| \| \| \| \| Pachyrhinosaurus canadensis \| \| \| \| |
|  |                                                                                            |
|  | Pachyrhinosaurus perotorum                                                                 |
|  |                                                                                            |
|  | Pachyrhinosaurus canadensis                                                                |
|  |                                                                                            |

|  | Pachyrhinosaurus perotorum  |
|  |                             |
|  | Pachyrhinosaurus canadensis |
|  |                             |

|  | Pachyrhinosaurus lakustai                                                                  |
|  |                                                                                            |
|  | \| \| Pachyrhinosaurus perotorum \| \| \| \| \| \| Pachyrhinosaurus canadensis \| \| \| \| |
|  |                                                                                            |
|  | Pachyrhinosaurus perotorum                                                                 |
|  |                                                                                            |
|  | Pachyrhinosaurus canadensis                                                                |
|  |                                                                                            |

|  | Pachyrhinosaurus perotorum  |
|  |                             |
|  | Pachyrhinosaurus canadensis |
|  |                             |

|  | Spinops sternbergorum                                                           |
|  |                                                                                 |
|  | \| \| Centrosaurus apertus \| \| \| \| \| \| Coronosaurus brinkmani \| \| \| \| |
|  |                                                                                 |
|  | Centrosaurus apertus                                                            |
|  |                                                                                 |
|  | Coronosaurus brinkmani                                                          |
|  |                                                                                 |

|  | Centrosaurus apertus   |
|  |                        |
|  | Coronosaurus brinkmani |
|  |                        |

|  | Styracosaurus ovatus      |
|  |                           |
|  | Styracosaurus albertensis |
|  |                           |

|  | Pachyrhinosaurus lakustai                                                                  |
|  |                                                                                            |
|  | \| \| Pachyrhinosaurus perotorum \| \| \| \| \| \| Pachyrhinosaurus canadensis \| \| \| \| |
|  |                                                                                            |
|  | Pachyrhinosaurus perotorum                                                                 |
|  |                                                                                            |
|  | Pachyrhinosaurus canadensis                                                                |
|  |                                                                                            |

|  | Pachyrhinosaurus perotorum  |
|  |                             |
|  | Pachyrhinosaurus canadensis |
|  |                             |

|  | Pachyrhinosaurus lakustai                                                                  |
|  |                                                                                            |
|  | \| \| Pachyrhinosaurus perotorum \| \| \| \| \| \| Pachyrhinosaurus canadensis \| \| \| \| |
|  |                                                                                            |
|  | Pachyrhinosaurus perotorum                                                                 |
|  |                                                                                            |
|  | Pachyrhinosaurus canadensis                                                                |
|  |                                                                                            |

|  | Pachyrhinosaurus perotorum  |
|  |                             |
|  | Pachyrhinosaurus canadensis |
|  |                             |

|  | Pachyrhinosaurus lakustai                                                                  |
|  |                                                                                            |
|  | \| \| Pachyrhinosaurus perotorum \| \| \| \| \| \| Pachyrhinosaurus canadensis \| \| \| \| |
|  |                                                                                            |
|  | Pachyrhinosaurus perotorum                                                                 |
|  |                                                                                            |
|  | Pachyrhinosaurus canadensis                                                                |
|  |                                                                                            |

|  | Pachyrhinosaurus perotorum  |
|  |                             |
|  | Pachyrhinosaurus canadensis |
|  |                             |

|  | Pachyrhinosaurus lakustai                                                                  |
|  |                                                                                            |
|  | \| \| Pachyrhinosaurus perotorum \| \| \| \| \| \| Pachyrhinosaurus canadensis \| \| \| \| |
|  |                                                                                            |
|  | Pachyrhinosaurus perotorum                                                                 |
|  |                                                                                            |
|  | Pachyrhinosaurus canadensis                                                                |
|  |                                                                                            |

|  | Pachyrhinosaurus perotorum  |
|  |                             |
|  | Pachyrhinosaurus canadensis |
|  |                             |

|  | Pachyrhinosaurus lakustai                                                                  |
|  |                                                                                            |
|  | \| \| Pachyrhinosaurus perotorum \| \| \| \| \| \| Pachyrhinosaurus canadensis \| \| \| \| |
|  |                                                                                            |
|  | Pachyrhinosaurus perotorum                                                                 |
|  |                                                                                            |
|  | Pachyrhinosaurus canadensis                                                                |
|  |                                                                                            |

|  | Pachyrhinosaurus perotorum  |
|  |                             |
|  | Pachyrhinosaurus canadensis |
|  |                             |

|  | Pachyrhinosaurus lakustai                                                                  |
|  |                                                                                            |
|  | \| \| Pachyrhinosaurus perotorum \| \| \| \| \| \| Pachyrhinosaurus canadensis \| \| \| \| |
|  |                                                                                            |
|  | Pachyrhinosaurus perotorum                                                                 |
|  |                                                                                            |
|  | Pachyrhinosaurus canadensis                                                                |
|  |                                                                                            |

|  | Pachyrhinosaurus perotorum  |
|  |                             |
|  | Pachyrhinosaurus canadensis |
|  |                             |

|  | Pachyrhinosaurus lakustai                                                                  |
|  |                                                                                            |
|  | \| \| Pachyrhinosaurus perotorum \| \| \| \| \| \| Pachyrhinosaurus canadensis \| \| \| \| |
|  |                                                                                            |
|  | Pachyrhinosaurus perotorum                                                                 |
|  |                                                                                            |
|  | Pachyrhinosaurus canadensis                                                                |
|  |                                                                                            |

|  | Pachyrhinosaurus perotorum  |
|  |                             |
|  | Pachyrhinosaurus canadensis |
|  |                             |

|  | Pachyrhinosaurus lakustai                                                                  |
|  |                                                                                            |
|  | \| \| Pachyrhinosaurus perotorum \| \| \| \| \| \| Pachyrhinosaurus canadensis \| \| \| \| |
|  |                                                                                            |
|  | Pachyrhinosaurus perotorum                                                                 |
|  |                                                                                            |
|  | Pachyrhinosaurus canadensis                                                                |
|  |                                                                                            |

|  | Pachyrhinosaurus perotorum  |
|  |                             |
|  | Pachyrhinosaurus canadensis |
|  |                             |

|  | Styracosaurus ovatus      |
|  |                           |
|  | Styracosaurus albertensis |
|  |                           |

|  | Pachyrhinosaurus lakustai                                                                  |
|  |                                                                                            |
|  | \| \| Pachyrhinosaurus perotorum \| \| \| \| \| \| Pachyrhinosaurus canadensis \| \| \| \| |
|  |                                                                                            |
|  | Pachyrhinosaurus perotorum                                                                 |
|  |                                                                                            |
|  | Pachyrhinosaurus canadensis                                                                |
|  |                                                                                            |

|  | Pachyrhinosaurus perotorum  |
|  |                             |
|  | Pachyrhinosaurus canadensis |
|  |                             |

|  | Pachyrhinosaurus lakustai                                                                  |
|  |                                                                                            |
|  | \| \| Pachyrhinosaurus perotorum \| \| \| \| \| \| Pachyrhinosaurus canadensis \| \| \| \| |
|  |                                                                                            |
|  | Pachyrhinosaurus perotorum                                                                 |
|  |                                                                                            |
|  | Pachyrhinosaurus canadensis                                                                |
|  |                                                                                            |

|  | Pachyrhinosaurus perotorum  |
|  |                             |
|  | Pachyrhinosaurus canadensis |
|  |                             |

|  | Pachyrhinosaurus lakustai                                                                  |
|  |                                                                                            |
|  | \| \| Pachyrhinosaurus perotorum \| \| \| \| \| \| Pachyrhinosaurus canadensis \| \| \| \| |
|  |                                                                                            |
|  | Pachyrhinosaurus perotorum                                                                 |
|  |                                                                                            |
|  | Pachyrhinosaurus canadensis                                                                |
|  |                                                                                            |

|  | Pachyrhinosaurus perotorum  |
|  |                             |
|  | Pachyrhinosaurus canadensis |
|  |                             |

|  | Pachyrhinosaurus lakustai                                                                  |
|  |                                                                                            |
|  | \| \| Pachyrhinosaurus perotorum \| \| \| \| \| \| Pachyrhinosaurus canadensis \| \| \| \| |
|  |                                                                                            |
|  | Pachyrhinosaurus perotorum                                                                 |
|  |                                                                                            |
|  | Pachyrhinosaurus canadensis                                                                |
|  |                                                                                            |

|  | Pachyrhinosaurus perotorum  |
|  |                             |
|  | Pachyrhinosaurus canadensis |
|  |                             |

|  | Pachyrhinosaurus lakustai                                                                  |
|  |                                                                                            |
|  | \| \| Pachyrhinosaurus perotorum \| \| \| \| \| \| Pachyrhinosaurus canadensis \| \| \| \| |
|  |                                                                                            |
|  | Pachyrhinosaurus perotorum                                                                 |
|  |                                                                                            |
|  | Pachyrhinosaurus canadensis                                                                |
|  |                                                                                            |

|  | Pachyrhinosaurus perotorum  |
|  |                             |
|  | Pachyrhinosaurus canadensis |
|  |                             |

|  | Pachyrhinosaurus lakustai                                                                  |
|  |                                                                                            |
|  | \| \| Pachyrhinosaurus perotorum \| \| \| \| \| \| Pachyrhinosaurus canadensis \| \| \| \| |
|  |                                                                                            |
|  | Pachyrhinosaurus perotorum                                                                 |
|  |                                                                                            |
|  | Pachyrhinosaurus canadensis                                                                |
|  |                                                                                            |

|  | Pachyrhinosaurus perotorum  |
|  |                             |
|  | Pachyrhinosaurus canadensis |
|  |                             |

|  | Pachyrhinosaurus lakustai                                                                  |
|  |                                                                                            |
|  | \| \| Pachyrhinosaurus perotorum \| \| \| \| \| \| Pachyrhinosaurus canadensis \| \| \| \| |
|  |                                                                                            |
|  | Pachyrhinosaurus perotorum                                                                 |
|  |                                                                                            |
|  | Pachyrhinosaurus canadensis                                                                |
|  |                                                                                            |

|  | Pachyrhinosaurus perotorum  |
|  |                             |
|  | Pachyrhinosaurus canadensis |
|  |                             |

|  | Pachyrhinosaurus lakustai                                                                  |
|  |                                                                                            |
|  | \| \| Pachyrhinosaurus perotorum \| \| \| \| \| \| Pachyrhinosaurus canadensis \| \| \| \| |
|  |                                                                                            |
|  | Pachyrhinosaurus perotorum                                                                 |
|  |                                                                                            |
|  | Pachyrhinosaurus canadensis                                                                |
|  |                                                                                            |

|  | Pachyrhinosaurus perotorum  |
|  |                             |
|  | Pachyrhinosaurus canadensis |
|  |                             |

## Палеобіологія

### Функція прикраси черепа

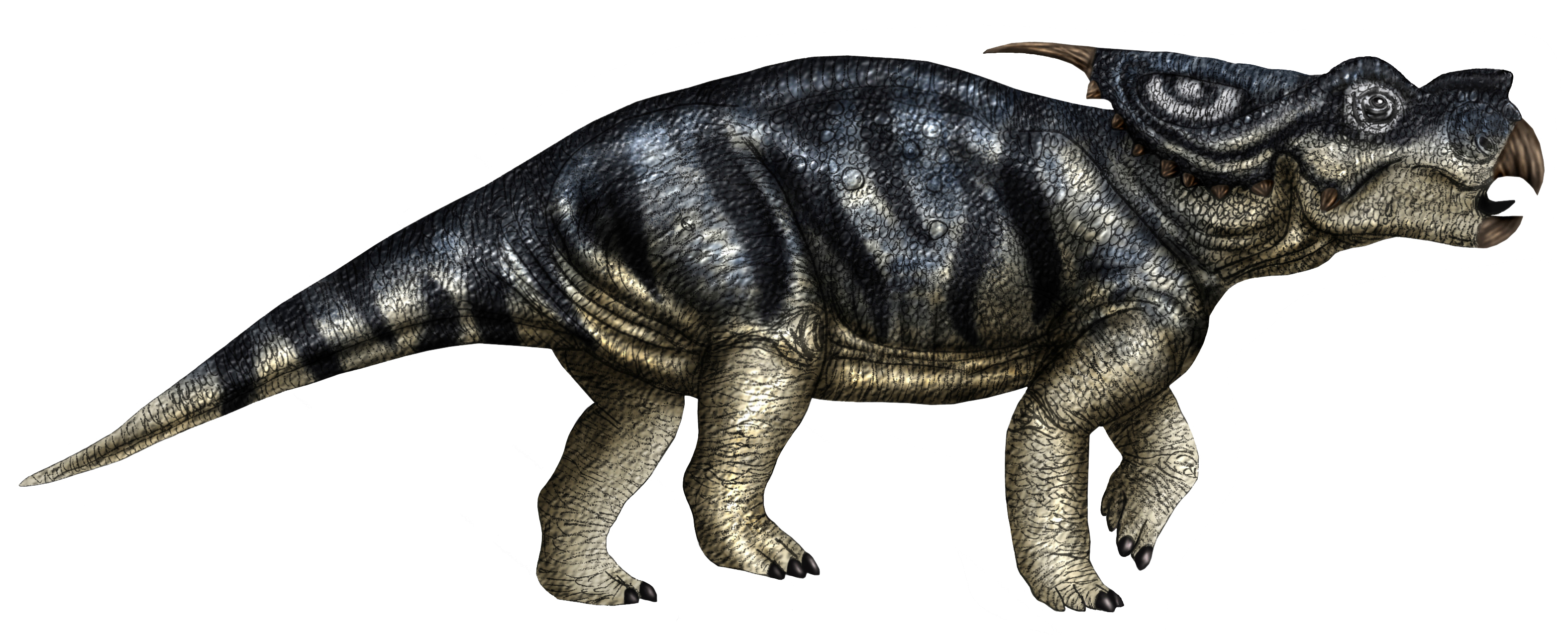
Хорнер припустив, що нарости на черепі мали додаткову відображувальну цінність

У 1995 році Семпсон зазначив, що попередні дослідження виявили, що роги та оборки цератопсів, швидше за все, мали функцію у внутрішньовидовій демонстрації та боротьбі, і що ці особливості, отже, були результатом статевого відбору для успішного спаровування. Подібним чином у 1997 році Хорнер дійшов висновку, що такі прикраси використовувалися самцями для встановлення домінування, і що самки віддавали перевагу добре оснащеним самцям, оскільки їхні нащадки успадкували б ці риси, що сприяло відтворенню. Додсон вважав, що в Centrosaurinae загалом демонстраційна цінність оборки була зменшена порівняно з носовими та надочноямковими орнаментами. Семпсон у 1995 році відкинув можливість того, що різниця в орнаменті черепа ейніозавра та ахелозавра представляла статевий диморфізм з трьох причин. По-перше, великі кісткові шари ейніозавра не містили екземплярів із втулками, як можна було б очікувати, якби вони були в однієї зі статей. По-друге, ейніозавр і ахелозавр зустрічаються в пластах різного віку. По-третє, в ситуації статевого диморфізму зазвичай тільки одна зі статей виявляє перебільшені вторинні статеві ознаки. Ейніозавр і ахелозавр, однак, розвинули окремий набір таких рис.
Ієронімус у 2009 році дійшов висновку, що носові та надочноямкові нарости використовувалися для удару по голові чи флангу суперника. Структура кісток вказує на те, що нарости були покриті ороговілими подушечками, як у сучасних вівцебиків, що свідчить про боротьбу за домінування, подібну до тих, що відбуваються у представників підродини Козлових. В останній групі можна спостерігати еволюційний перехід, коли початково прямі роги стають міцнішими, підбитими та все більше вигнутими донизу. Еволюція наростів у Centrosaurinae так само відображала б зміну техніки бою, від зіткнень до високоенергетичних ударів головою. Удари головою були б дорогою та ризикованою поведінкою. Суперники вступили б у такий бій лише візуально оцінивши сили один одного. З цієї причини Ієронім вважав малоймовірним, що нарости слугували для розпізнавання видів, оскільки це вже гарантувалося вродженими видоспецифічними ритуалами показу, що передували справжньому, а не ритуальному, бою. Нарости розвинулися для справжнього бою, частини соціального відбору, під час якого особи змагалися за обмежені ресурси, такі як товариство, їжа та місця розмноження.
Раніше висловлювалося припущення, що зрощення перших трьох шийних хребців, як у зрілого зразка MOR 571, міг бути палеопатологією, прикладом хвороби спондилоартропатії, але в 1997 році було зроблено висновок, що це, швидше за все, нормальна онтогенетична ознака, хребці зростаються разом, щоб утворити так званий «синцервікал» для підтримки важкої голови. Усі три основні відомі зразки мають синцервікали, що складаються з трьох зрощених шийних хребців; ця риса могла бути успадкована від ранішого предка, який використовував більш жорстку шию для риття або отримання їжі.

### Соціальна поведінка
Було доведено, що цератопси динозаври були травоядними тваринами через велику кількість відомих кісткових пластів, що містять кілька представників одного виду цератопсів. У 2010 році Хант і Фарке відзначили, що це в основному вірно для центрозавринових цератопсів. Хорнер припустив, що рогаті динозаври в Ландс-Батті жили стадами, які були вбиті посухою або хворобою. Додсон дійшов висновку, що той факт, що шари кісток Achelousaurus були моноспецифічними (містять лише один вид), підтверджує існування стад.

### Метаболізм
Довгий час точаться дебати щодо терморегуляції динозаврів, зосереджені навколо того, чи були вони ектотермами («холоднокровними») чи ендотермами («теплокровними»). Ссавці та птахи є гомеотермними ендотермами, які виробляють власне тепло тіла та мають високий метаболізм, тоді як рептилії є гетеротермними ектотермами, які отримують більшу частину тепла свого тіла від навколишнього середовища. Під час дослідження 1996 року було вивчено ізотопи оксигену з фосфатів кісток тварин із геологічного утворення Ту Медісін, включаючи молодь Achelousaurus MOR 591. Значення δ18 O фосфату в кістках хребетних залежать від значень δ18 O у воді їх тіла та температури, коли кістки відкладалися, що дає змогу вимірювати коливання температури для кожної кістки особини під час їхнього відкладення. Дослідження проаналізувало сезонні коливання температури тіла та різницю в температурі між областями скелета, щоб визначити, чи підтримували динозаври свою температуру сезонно. Викопні рештки варанідної ящірки, відібрані для дослідження, показали ізотопну варіацію, що відповідає тому, що це гетеротермічний ектотерм. Різновиди динозаврів, у тому числі ахелозавра, узгоджувалися з тим, що вони були гомеотермічними ендотермами. Швидкість метаболізму цих динозаврів, ймовірно, була не такою високою, як у сучасних ссавців і птахів, і вони, можливо, були проміжними ендотермами.

## Палеосередовище
Achelousaurus відомий з формації Ту Медісін, яка зберігає прибережні відкладення, що датуються кампанською добою пізнього крейдового періоду, між 83 і 74 мільйонів років тому. Зразки Achelousaurus знайдені на найвищих рівнях формації, ймовірно, ближче до кінця цього періоду часу, 74 мільйонів років тому.
Для формації Ту Медісін характерний теплий семіаридний клімат. Його шари відкладалися на східному узбережжі острівного континенту Ларамідія (який складався із західної частини Північної Америки). Високі Кордильєри на заході в поєднанні з переважно західними вітрами спричинили дощову тінь, обмежуючи річну кількість опадів. Дощ йшов переважно влітку, коли конвективні шторми заповнювали ландшафт. Таким чином, клімат також був дуже сезонним, з довгим сухим сезоном і коротким вологим сезоном. Рослинність була рідкісною і не дуже різноманітною. У таких умовах рогаті динозаври залежали від стариць для безперервного постачання водою та їжею — головні річкові русла мали тенденцію висихати раніше — і гинули в них під час сильних посух, коли тварини концентрувалися навколо останніх водопоїв, спричиняючи формування кладовищ. Коричневий палеогрунт, у якому були знайдені рогаті динозаври, — суміш глини та вуглистих фрагментів деревини — нагадує сучасні сезонно сухі болота. Навколишня рослинність могла складатися з високих хвойних дерев. Проте Achelousaurus їв набагато менші рослини: дослідження 2013 року показало, що травоїдні тварини Ceratopsid у Ларамідії були обмежені в харчуванні рослинністю висотою 1 м або нижче.
Більш-менш сучасні роди динозаврів цієї області включали Prosaurolophus, Scolosaurus, Hypacrosaurus, Einiosaurus і тиранозаврових з невизначеною класифікацією. Як підтверджено слідами зубів, скам'янілості рогатого динозавра в районі зсуву Б'ютт-Філд були виловлені великим хижаком-тероподом, який, за припущенням Роджерса, був альбертозавром.
Точний склад фауни, частиною якої був Achelousaurus, невідомий, оскільки його скам'янілості не були виявлені в прямому зв'язку з іншими таксонами. Його проміжне анагенетичне положення свідчить про те, що Achelousaurus поділив своє середовище існування з формами, які приблизно зустрічаються в середині або в кінці діапазону часу його формування. Як і у випадку з рогатими динозаврами, Хорнер припустив, що він знайшов перехідні таксони в інших групах динозаврів формації Ту Медісін. Один з них був формою між Lambeosaurus і Hypacrosaurus; у 1994 році Хорнер назвав його Hypacrosaurus stebingeri. Сьогодні Hypacrosaurus stebingeri більше не розглядається як такий, що еволюціонував через анагенез, оскільки були виявлені аутапоморфії виду. Горнер бачив деякі черепи пахіцефалозаврів як ознаки таксону між Stegoceras і Pachycephalosaurus; вони не були послідовно віднесені до нового роду. Нарешті, Хорнер вважав, що існує таксон, який є перехідним між Daspletosaurus і Tyrannosaurus. У 2017 році останки тиранозаврових із формації Ту Медісін були названі новим видом Daspletosaurus: Daspletosaurus horneri. Дослідження 2017 року передбачало правдоподібним, що D. horneri був прямим нащадком D. torosus у процесі анагенезу, але відкинуло можливість того, що D. horneri був предком тиранозавра.

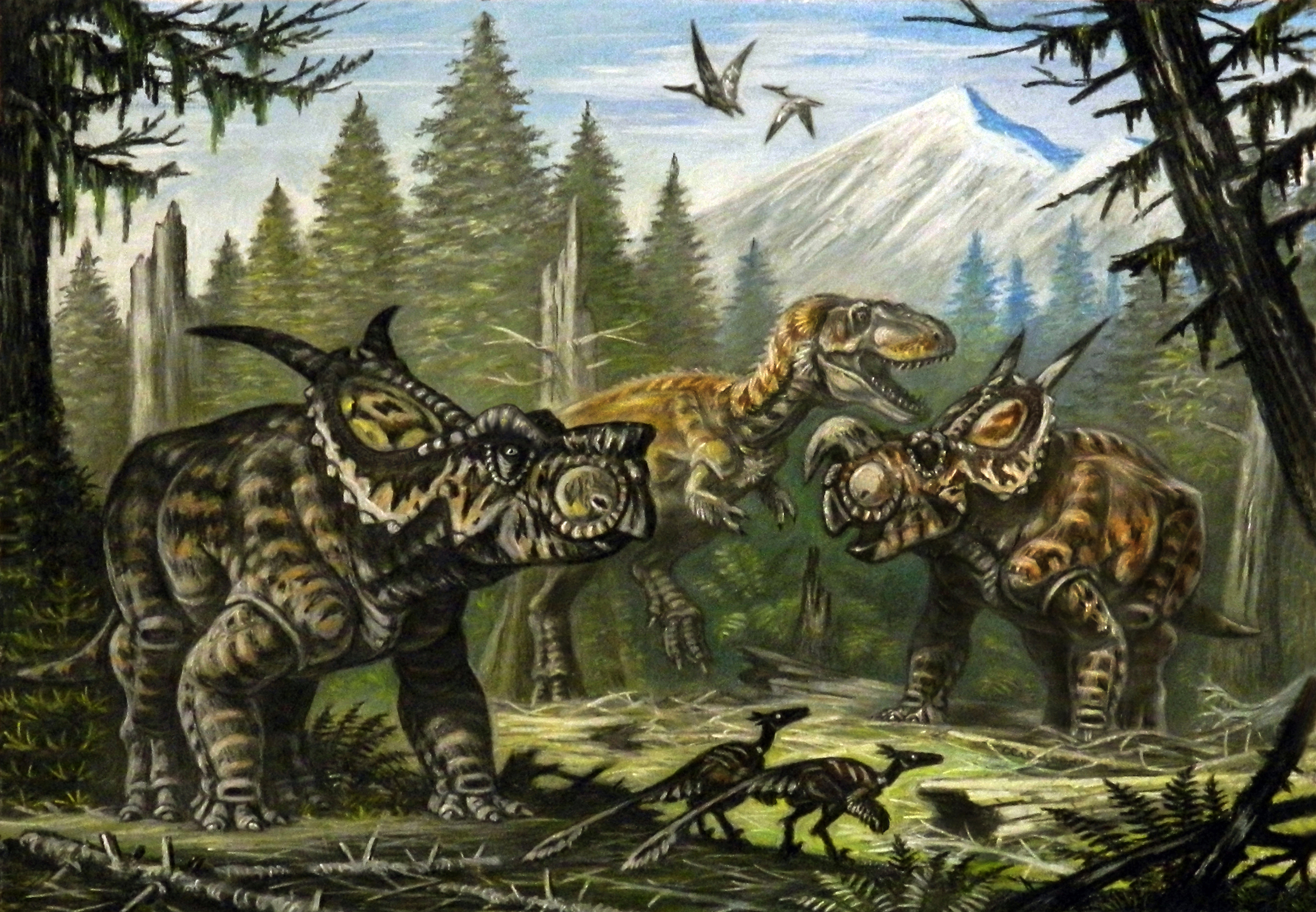
Реконструкція ахелозавра, ейніозавра та тиранозавра

Серед інших цератопсів із формації Ту Медісін є ейніозавр і стеллазавр. Крім того, відомі залишки інших невизначених і сумнівних центрозаврів, у тому числі Brachyceratops, і хоча вони можуть представляти молодші стадії трьох дійсних родів, це неможливо продемонструвати. У той час, як Хорнер припустив, що Einiosaurus і Achelousaurus були окремими в часі, у 2010 році Дональд М. Хендерсон вважав можливим, що принаймні їхні нащадки або предки перекривалися або були симпатичними і, таким чином, конкурували б за джерела їжі, якби не було розділення ніш. Череп ахелозавра був більш ніж удвічі міцніший за череп ейніозавра за міцністю на вигин і стійкістю до кручення. Це могло вказувати на різницю в дієті, щоб уникнути конкуренції. Сила укусу Achelousaurus, виміряна як гранична міцність на розрив, становила 30,5 ньютонів на квадратний міліметр (Н/мм2) у зубному ряду верхньої щелепи та 18 Н/мм 2 на дзьобі. Вілсон і його колеги виявили, що, оскільки два центрозаври були розділені стратиграфічно, вони, можливо, не були одночасними. Однак у 2021 році дослідження, проведене Вілсоном і Сканеллою, показало, що екземпляр MOR 591 був молодшого віку, ніж череп ейніозавра MOR 456 8-8-87-1, але такого ж розміру. Якщо MOR 591 справді можна було б віднести до Achelousaurus, це могло б означати, що цей рід швидше досяг свого дорослого розміру.
Невизначений зразок TMP 2002.76.1 походить із формації Dinosaur Park, і, якщо він належить до Achelousaurus, цей рід буде стратиграфічно найдавнішим відомим таксоном пахіринозаврів. Тоді Achelousaurus був би єдиним кампанським цератопсидом, відомим з більш ніж однієї формації. Обидві тварини зустрічаються безпосередньо під морськими сланцями формації Bearpaw, але через поздовжні відмінності TMP 2002.76.1 близько на 500 000 років старше, ніж скам'янілості ахелозавра з формації Ту Медісін.